# Austria
Austria (în germană Österreich, pronunțat [ˈøːstɐˌʁaɪç] ⓘ), oficial Republica Austria (în germană Republik Österreich), este o țară fără ieșire la mare, populată de circa 8,47 milioane de locuitori aflată în Europa Centrală. Ea se învecinează cu Cehia (362 km) și Germania (784 km) la nord, Ungaria (366 km) și Slovacia (91 km) la est, Slovenia (330 km) și Italia (430 km) la sud, Elveția (164 km) și Liechtenstein (35 km) la vest. Teritoriul Austriei acoperă 83.879 km² și are o climă temperată și alpină. Relieful Austriei este predominant muntos datorită prezenței Alpilor; doar 32% din suprafața țării se află sub 500 m altitudine, iar cel mai înalt punct al său se află la 3.798 m. Majoritatea populației vorbește dialecte locale austro-bavareze ale limbii germane, ca limbă maternă, iar germana standard este limba oficială a țării. Alte limbi oficiale la nivel local sunt croata și maghiara în Burgenland și slovena în Carintia.
Originile Austriei moderne datează din vremea dinastiei de Habsburg când majoritatea țării făcea parte din Sfântul Imperiu Roman. În secolele al XVII-lea și al XVIII-lea, Austria a devenit una din marile puteri ale Europei și, ca urmare a încoronării lui Napoleon I ca împărat al francezilor, Imperiul Austriac a fost proclamat oficial în 1804. În 1867, Imperiul Austriac a fost transformat în Austro-Ungaria.
După prăbușirea Imperiului Austro-Ungar în 1918 și sfârșitul Primului Război Mondial, Austria a adoptat și a utilizat numele de Austria Germană („Deutschösterreich”, ulterior „Österreich”) într-o tentativă de unire cu Germania, dar aceasta a fost interzisă prin Tratatul de la Saint-Germain-en-Laye. Prima Republică Austriacă a fost instituită în 1919. În 1938, prin Anschluss, Austria a fost ocupată și anexată de Germania Nazistă. Această situație a durat până după sfârșitul celui de al Doilea Război Mondial în 1945, după care Germania Nazistă a fost ocupată de Aliați și fosta constituție democratică a Austriei a fost restaurată. În 1955, Tratatul de Stat al Austriei a reînființat Austria ca stat suveran, punând capăt ocupației. În același an, parlamentul Austriei a dat declarația de neutralitate, prin care țara a primit statut de neutralitate permanentă.
Astăzi, Austria este o democrație reprezentativă parlamentară, formată din nouă landuri federale. Capitala și cel mai mare oraș, cu o populație de peste 1,7 milioane de locuitori, este Viena. Austria este una dintre cele mai bogate țări ale lumii, cu un PIB pe cap de locuitor de 48.350 de dolari (2011). Țara a dezvoltat un standard de viață ridicat și în 2011 s-a clasat pe locul 19 în lume după Indicele dezvoltării umane. Austria este membră a ONU din 1955, a aderat la Uniunea Europeană în 1995, și este membru fondator al OECD. Austria a semnat în 1995 Acordul de la Schengen, și a adoptat moneda unică europeană, Euro, în 1999.

## Etimologie

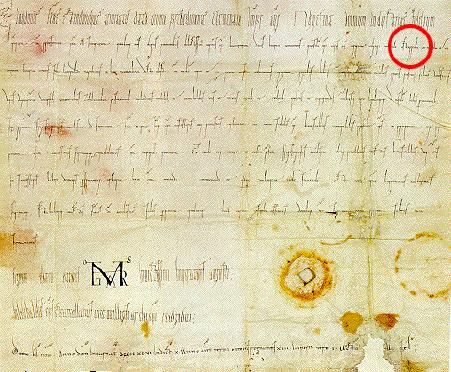
Prima apariție a cuvântului „ostarrichi” (încercuit cu roșu). Austria modernă prețuiește acest document, datând din 996, ca act fondator al națiunii.

Numele german al Austriei, Österreich, înseamnă „marca de est”, și derivă din cuvântul Ostarrîchi, care apare pentru prima oară în „documentul Ostarrîchi” din 996. Acest cuvânt este probabil o traducere din latina medievală a termenului Marcha orientalis într-un dialect local (bavarez). A fost prefectură a Bavariei înființată în 976. Cuvântul „Austria” este o latinizare a numelui german și a fost atestat pentru prima oară în secolul al XII-lea.
Friedrich Heer⁠(de)[traduceți], unul dintre cei mai importanți istorici austrieci ai secolului al XX-lea, scria în cartea sa Der Kampf um die österreichische Identität (Lupta pentru identitatea austriacă), că forma germanică Ostarrîchi nu este o traducere a cuvântului latinesc, ci că ambele au rezultat dintr-un termen mult mai vechi din limbile celtice vorbite în antichitate pe teritoriul actual al Austriei: acum peste 2.500 de ani, mare parte din țară era denumită Norig de populația celtică (cultura Hallstatt); conform lui Heer, no- sau nor- însemnau „est” sau „de est”, în vreme ce -rig este un cuvânt legat de actualul termen german Reich, cu sensul de „domeniu”. Astfel, Norig ar însemna Ostarrîchi și Österreich, și astfel, Austria. Numele celtic a fost în cele din urmă latinizat în Noricum după cucerirea romană a zonei ce cuprinde Austria actuală, în preajma anului 15 î.e.n. Noricum a devenit ulterior provincie romană la jumătatea secolului I e.n.

## Istorie
Populată încă din antichitate, regiunea central-europeană care este astăzi Austria a fost ocupată în perioada pre-romană de diverse triburi celtice. Regatul celtic Noricum a fost ulterior cucerit de Imperiul Roman și transformat în provincie. Situl Petronell-Carnuntum din estul Austriei actuale a fost un important castru devenit capitală a provinciei Pannonia superioară. Carnuntum a fost populat de circa cincizeci de mii de oameni timp de aproape 400 de ani.

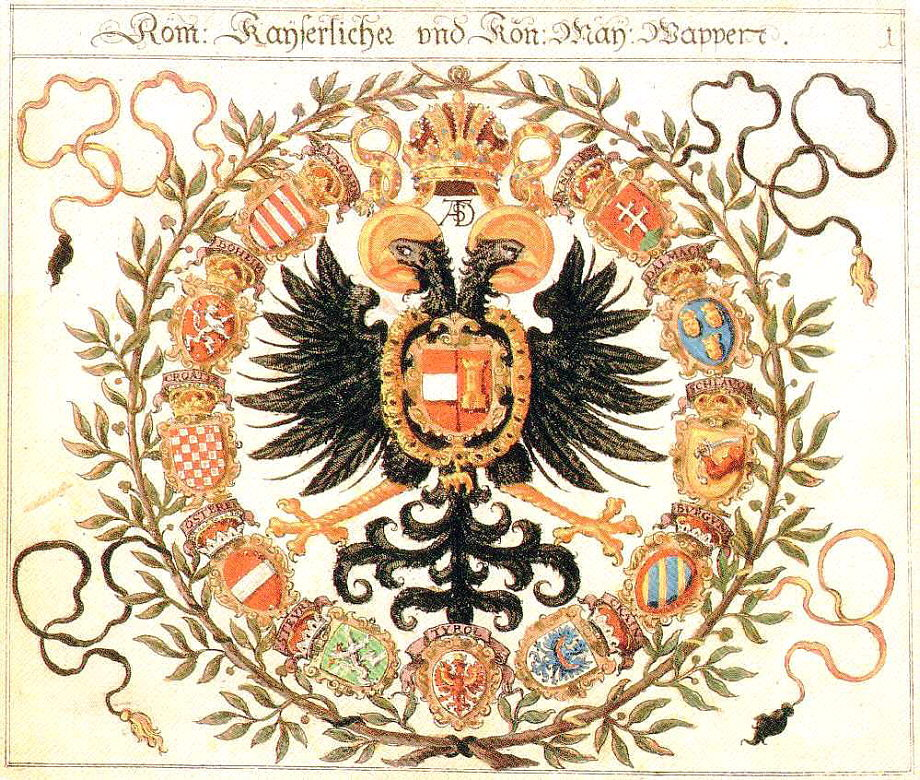
Stema împăratului Habsburg din 1605

După căderea Imperiului Roman, zona a fost invadată de slavi și avari. Tribul slav al carantanilor a migrat în Alpi și a înființat cnezatul Carantania, care acoperea mare parte din estul și centrul teritoriului austriac. Carol cel Mare a cucerit acest teritoriu în 788, a încurajat colonizarea și a introdus creștinismul. Ca parte a Franciei Răsăritene, principalele regiuni ce cuprind astăzi Austria au fost acordate casei de Babenberg. Zona a căpătat numele de marchia Orientalis și a fost dată lui Leopold de Babenberg în 976.
Prima atestare a numelui de Austria datează din 996 când a fost scris Ostarrîchi, cu referire la teritoriul mărcii Babenberg. În 1156, Privilegium Minus a ridicat Austria la rang de ducat. În 1192, familia Babenberg a primit și ducatul Stiriei. Odată cu moartea ducelui Frederic al II-lea în 1246, linia de succesiune a Babenbergilor s-a stins.
Ca urmare, Ottokar al II-lea al Boemiei a preluat controlul asupra ducatelor Austriei, Stiriei și Carintiei. Domnia sa a luat sfârșit odată cu înfrângerea suferită în bătălia de la Dürnkrut și Jedenspeigen în fata lui Rudolf I de Habsburg în 1278. De atunci și până la Primul Război Mondial, istoria Austriei a fost strâns legată de cea a dinastiei sale conducătoare, casa de Habsburg.

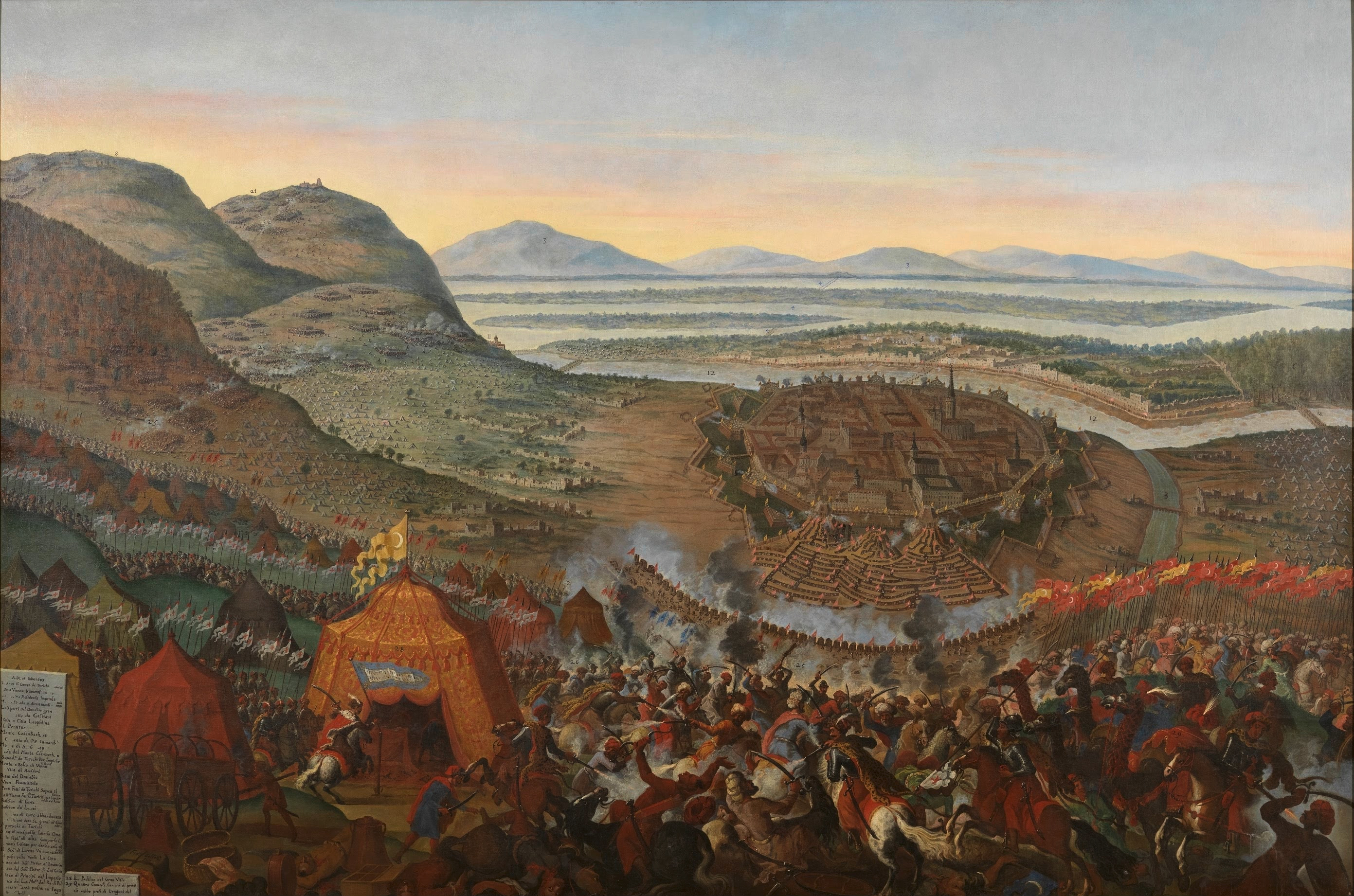
Bătălia de la Viena din 1683 a frânat înaintarea Imperiului Otoman în Europa.

În secolele al XIV-lea și al XV-lea, Habsburgii au început să acumuleze alte provincii din vecinătatea ducatului Austriei. În 1438, ducele Albert al V-lea a fost ales succesor al socrului său, Sigismund de Luxemburg. Deși Albert însuși a domnit doar un an, din acel moment toți împărații Sfântului Imperiu Roman au fost Habsburgi, cu o singură excepție.
Habsburgii au început să acumuleze și pământuri în zone îndepărtate față de cele ereditare. În 1477, arhiducele Maximilian, unicul fiul al împăratului Frederic al III-lea, s-a căsătorit cu Maria, moștenitoarea Burgundiei, căpătând mare parte din Țările de Jos de la familia ei. Fiul său, Filip cel Drept s-a căsătorit cu moștenitoarea coroanelor Castiliei și Aragonului, obținând coroana Spaniei, împreună cu posesiunile sale din Italia, Africa și din Lumea Nouă. În 1526, după bătălia de la Mohács, Boemia și partea din Regatul Ungariei neocupate de otomani a căzut sub dominație austriacă. Expansiunea otomană în Ungaria a dus la dese conflicte între cele două imperii, lucru devenit evident odată cu așa-numitul Război Lung dintre 1593 și 1606. Turcii au efectuat incursiuni în Stiria de aproape douăzeci de ori; arzând, jefuind, și luând mii de sclavi.

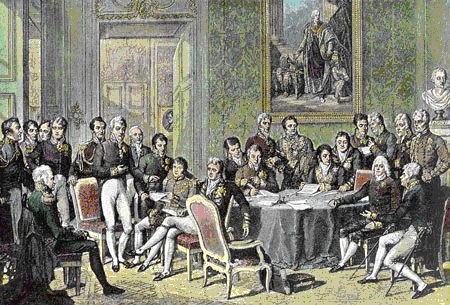
Congresul de la Viena, pictură de Jean-Baptiste Isabey, 1819

În timpul îndelungatei domnii a lui Leopold I (1657–1705) și după victoria în apărarea Vienei în 1683 (sub comanda regelui Poloniei, Ioan al III-lea Sobieski), o serie de campanii au adus întreaga Ungarie sub control austriac, fapt consfințit prin tratatul de la Karlowitz din 1699.
Împăratul Carol al VI-lea a cedat multe din câștigurile realizate de imperiu în anii precedenți, în principal din cauza temerilor de stingerea iminentă a casei de Habsburg. Carol era dispus să ofere avantaje concrete în teritorii și autoritate în schimbul recunoașterii de către alte puteri a Pragmaticei Sancțiuni prin care Maria Terezia a devenit moștenitoarea sa. Odată cu apariția Prusiei ca mare putere, a început în Germania dualismul austro-prusac. Austria a participat, împreună cu Prusia și cu Rusia, la prima și a treia împărțire a Poloniei (în 1772 și 1795).
Austria s-a implicat apoi într-un război cu Franța revoluționară, la început fără succes, cu înfrângeri succesive în fața lui Napoleon, înfrângeri ce au dus la sfârșitul vechiului Sfânt Imperiu Roman în 1806. Cu doi ani în urmă, în 1804, fusese fondat Imperiul Austriac. În 1814, Austria a făcut parte din forțele aliate care au invadat Franța, punând capăt războaielor napoleoniene.

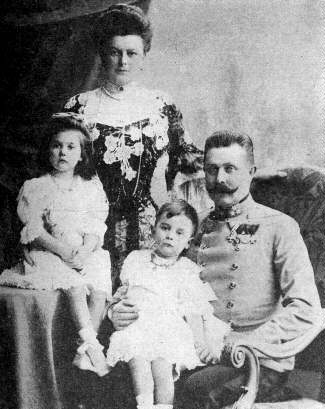
Arhiducele Franz Ferdinand (dreapta) cu familia sa

Astfel, după congresul de la Viena, Austria a devenit una dintre cele patru puteri dominante ale continentului, fiind recunoscută drept mare putere. În același an, s-a înființat Confederația Germană, (în germană Deutscher Bund) sub prezidiul Austriei. Din cauza unor conflicte sociale, politice și naționale nerezolvate, teritoriile germane au fost afectate de Revoluțiile din 1848, ce aveau ca scop unificarea Germaniei. O Germanie unificată ar fi fost posibilă fie ca „Germania Mare”, fie doar cu teritoriile Confederației Germane fără Austria. Cum Austria nu dorea să cedeze teritoriile sale germanofone către Imperiul German din 1848, coroana imperiului nou-format a fost oferită regelui prusac Frederic Wilhelm al IV-lea. În 1864, Austria și Prusia au luptat împreună împotriva Danemarcei și au eliberat ducatele independente Schleswig și Holstein. Cu toate acestea, ele nu au putut cădea de acord asupra unei soluții la administrarea celor două ducate, și în 1866 s-au angajat în Războiul Austro-Prusac. Înfrântă de Prusia după bătălia de la Königgrätz, Austria a trebuit să părăsească Confederația Germană și să nu mai ia parte la viața politică germană.
Compromisul austro-ungar din 1867, denumit Ausgleich, a dus la o suveranitate duală, Imperiul Austriac și Regatul Ungariei, ambele conduse de Franz Joseph I. Teritoriul austro-ungar al acestui divers imperiu cuprindea multe zone locuite de popoare slave, între care cehi, croați, polonezi, ruteni, sârbi, slovaci, sloveni și ucraineni, precum și teritorii locuite de italieni și români.
Ca urmare, Austro–Ungaria a devenit din ce în ce mai dificil de guvernat într-o vreme marcată de apariția mișcărilor naționaliste, care au dus la folosirea unei poliții secrete cu organisme complexe. Guvernul Austriei a încercat pe cât posibil să echilibreze multiple aspecte: Reichsgesetzblatt, publicația care anunța legile și ordonanțele valabile în Cisleithania era publicată în opt limbi, toate grupurile naționale aveau dreptul la școli în limbile lor și la utilizarea limbii materne în administrație. Guvernul ungar, însă, a încercat să maghiarizeze toate grupurile etnice de pe teritoriul aflat sub jurisdicția sa, inclusiv pe germani. Astfel, nu se puteau rezolva problemele etnice din diferitele părți ale monarhiei dualiste.

### Secolul al XX-lea
Asasinarea arhiducelui Franz Ferdinand la Sarajevo în 1914 de către sârbul bosniac Gavrilo Princip a fost utilizată de politicienii și generalii austrieci ca mijloc de presiune asupra împăratului pentru declararea stării de război cu Serbia, declanșând astfel Primul Război Mondial care a dus la disoluția Imperiului Austro-Ungar. Peste două milioane de soldați austro-ungari au murit în război.

Hartă etnolingvistică a Austro–Ungariei, 1910

La 21 octombrie 1918, membrii germani ai Reichsratului (parlamentul Austriei imperiale) s-au întrunit la Viena sub titulatura de „Adunarea Națională Provizorie a Austriei Germane” (Provisorische Nationalversammlung für Deutschösterreich). La 30 octombrie, adunarea a înființat statul Austria Germană, numind un guvern, denumit Staatsrat. Acest nou guvern a fost invitat de împărat să ia parte la decizia de semnare a armistițiului cu Italia, dar nu a participat; astfel, responsabilitatea sfârșitului războiului prin armistițiul semnat la 3 noiembrie 1918 a căzut exclusiv în mâinile împăratului și ale guvernului acestuia. La 11 noiembrie, împăratul, sfătuit de miniștrii vechiului și noului guvern, a declarat că nu va mai lua parte la afacerile de stat; la 12 noiembrie, Austria Germană s-a declarat prin lege republică democrată, parte a noii Republici Germane. Constituția, prin care Staatsrat a fost rebotezat Bundesregierung (guvernul federal) și Nationalversammlung a primit numele de Nationalrat (consiliul național) a fost adoptată la 10 noiembrie 1920.
Tratatul de la Saint-Germain din 1919 a confirmat și consolidat noua ordine în Europa Centrală, stabilită în mare parte în noiembrie 1918, creând noi state și modificând frontierele altora. Peste 3 milioane de austrieci germanofoni s-au găsit în exteriorul granițelor noii Republici Austriece ca minorități în statele nou formate sau mărite Cehoslovacia, Iugoslavia, Ungaria și Italia. Aici au fost incluse și provinciile Tirolul de Sud și Boemia Germană, majoritar germanofone, dintre care ultima avea să joace un rol în izbucnirea celui de al Doilea Război Mondial. Chestiunea Tirolului de Sud avea să rămână multă vreme o problemă în relațiile dintre Austria și Italia până când regiunea a primit în anii 1980 o largă autonomie acordată de guvernul italian. Între 1918 și 1919 Austria a purtat numele de Austria Germană (în germană Staat Deutschösterreich). Puterile învingătoare au respins însă unirea acestui stat cu Germania și i-au interzis și utilizarea acestui nume, care a fost apoi schimbat în Republica Austria spre sfârșitul lui 1919.
După război, inflația cauzată de plata despăgubirilor de război a dus la devalorizarea gravă a Kronei, rămasă monedă națională a Austriei. În toamna lui 1922 Austria a primit un credit internațional supervizat de Liga Națiunilor. Scopul acestui credit a fost evitarea falimentului, stabilizarea monedei și îmbunătățirea situației economice de ansamblu. Odată cu acordarea acestui credit, Austria a trecut sub un control exercitat de Liga Națiunilor, pierzându-și parțial suveranitatea. În 1925, s-a introdus șilingul, în locul Kronei, cu o paritate de 10.000:1. Ulterior, datorită stabilității sale, șilingul a fost botezat „dolarul alpin”. Între 1925 și 1929, economia s-a bucurat de o scurtă perioadă de creștere, înainte de a se prăbuși după Vinerea Neagră.
Prima Republică Austriacă s-a prăbușit în 1933 când cancelarul Engelbert Dollfuss, folosindu-se de ceea ce el a denumit „autooprirea Parlamentului” (în germană Selbstausschaltung des Parlaments), a instaurat un regim autocratic cu tendințe către fascismul italian. Cele două mari partide de atunci, social-democrații și conservatorii, aveau ambele propria armată paramilitară; Schutzbundul social-democrat a fost declarat ilegal dar a continuat să opereze și a izbucnit Războiul Civil Austriac.

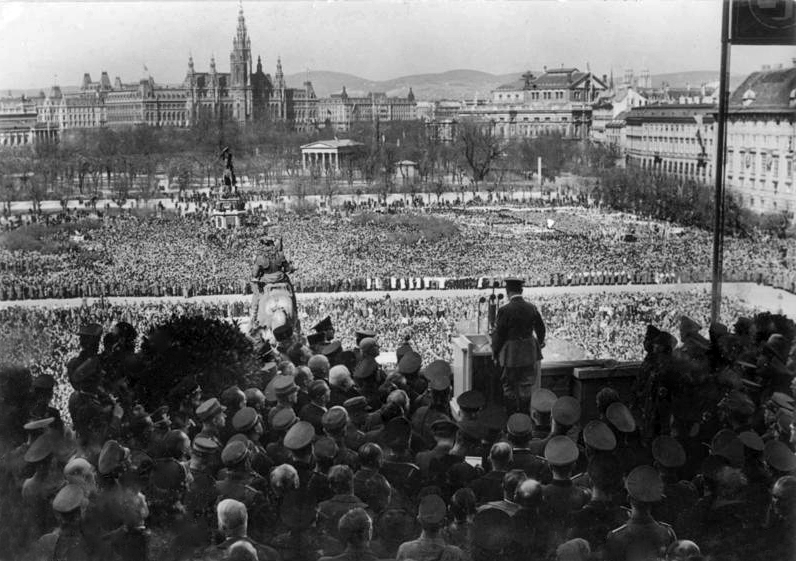
Hitler vorbind la Heldenplatz, Viena.

În februarie 1934 mai mulți membri din Schutzbund au fost executați, Partidul Social-Democrat a fost scos în afara legii și membrii săi au fost închiși sau au emigrat. La 1 mai 1934, austrofasciștii au impus o nouă constituție („Maiverfassung”) care a cimentat puterea lui Dollfuss, dar la 25 iulie el a fost asasinat în cadrul unei tentative naziste de lovitură de stat.
Succesorul său, Kurt Schuschnigg, s-a străduit să păstreze Austria independentă ca fiind „statul german mai bun”, dar la 12 martie 1938, naziștii austrieci au preluat conducerea, în vreme ce trupele germane au ocupat țara. La 13 martie 1938, s-a declarat oficial Anschlussul Austriei (unirea cu Germania). După două zile, Hitler (austriac prin naștere), a proclamat „reunificarea” țării sale cu restul Germaniei în Heldenplatz din Viena. Printr-un plebiscit, unirea a fost confirmată în aprilie 1938.

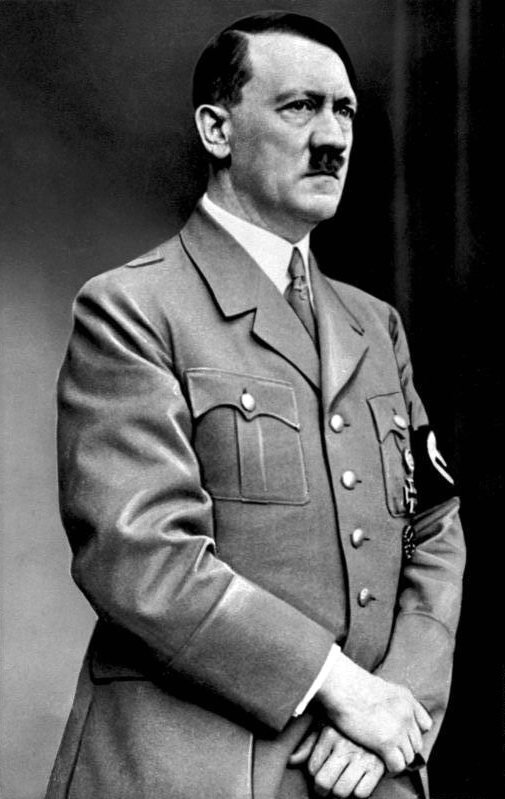
Adolf Hitler, născut la Braunau am Inn, Austria Superioară.

Austria a fost incorporată în al Treilea Reich și a încetat să existe ca țară independentă. Arianizarea averilor austriecilor de origine evreiască a început imediat în martie cu așa-numita fază „sălbatică” (adică extralegală), dar în curând a fost structurată legal și birocratic, ca proces de deposedare a evreilor de toate proprietățile lor. Naziștii au denumit Austria „Ostmark” până în 1942, când ea a căpătat numele de „Alpen-Donau-Reichsgaue” (Provinciile Alpi-Dunăre). Unii dintre principalii lideri naziști erau originari din Austria, între aceștia numărându-se Adolf Hitler, Adolf Eichmann, Ernst Kaltenbrunner, Arthur Seyss-Inquart, Franz Stangl și Odilo Globocnik, aceștia alcătuind 40% din personalul de la lagărele de exterminare naziste. Viena a căzut la 13 aprilie 1945, în cadrul ofensivei sovietice Viena imediat înainte de prăbușirea totală a celui de al Treilea Reich. Puterile aliate ocupante, în particular americanii, puseseră la cale „Operațiunea Fortăreața Alpină” care urma să aibă loc pe pământ austriac în zonele montane din Alpii orientali. Ea însă nu s-a materializat datorită prăbușirii rapide a Reichului.
Karl Renner și Adolf Schärf (Partidul Socialist al Austriei), Leopold Kunschak (Partidul Popular din Austria — fostul Partid Social-Creștin al Poporului) și Johann Koplenig (Partidul Comunist Austriac) au declarat secesiunea Austriei față de al Treilea Reich prin Declarația de Independență de la 27 aprilie 1945 și au înființat un guvern provizoriu la Viena, în frunte cu cancelarul Renner, având aprobarea Armatei Roșii victorioase și susținerea lui Iosif Stalin. (data este oficial denumită ziua de naștere a celei de a doua republici.) La sfârșitul lui aprilie, mare parte din vestul și sudul Austriei erau însă încă sub control nazist. La 1 mai 1945, constituția federală din 1929, desființată de dictatorul Dollfuss la 1 mai 1934, a fost reinstituită.

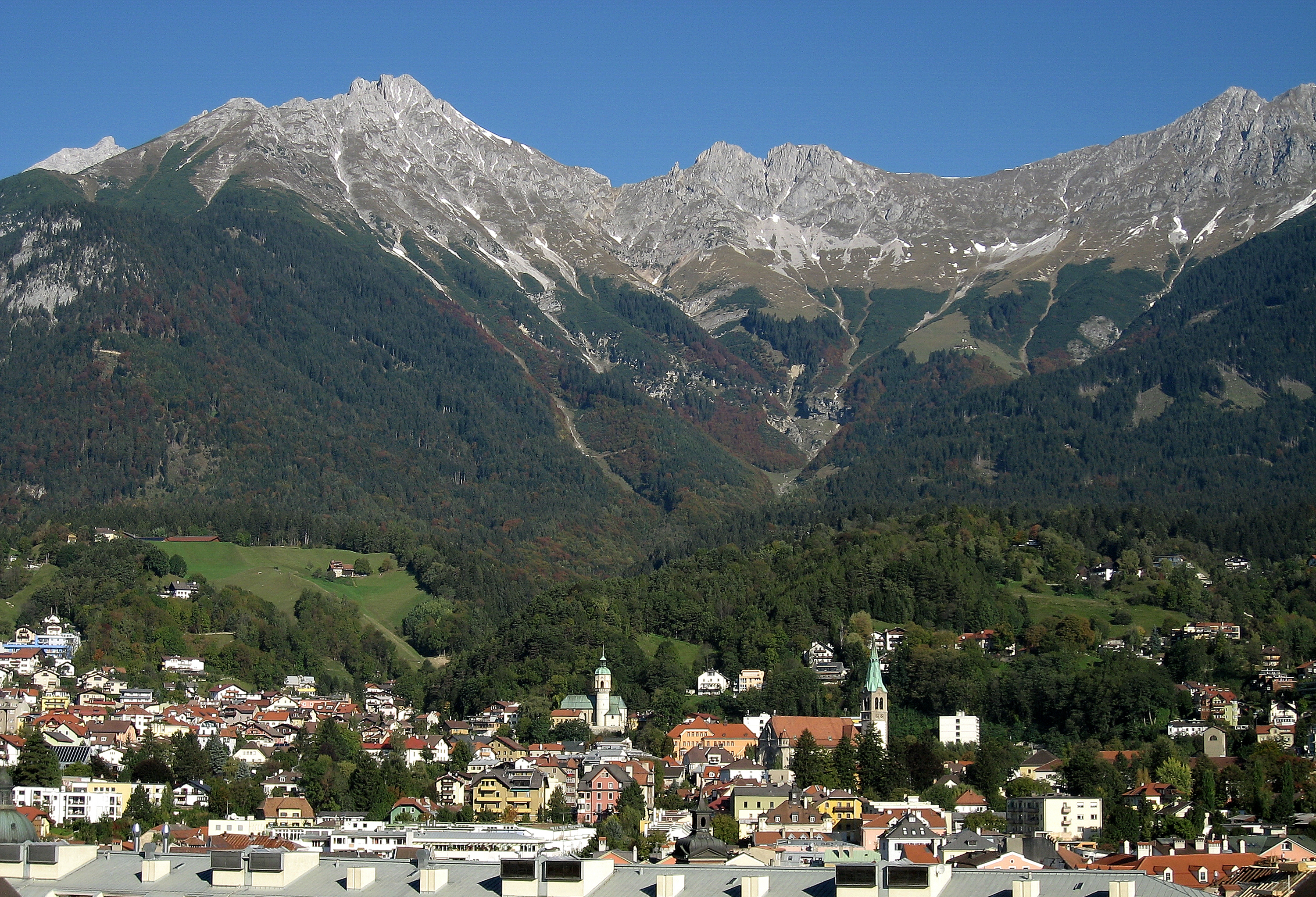
Innsbruck a găzduit Jocurile Olimpice de Iarnă din 1964 și 1976, precum și Jocurile Olimpice de Iarnă pentru Tineret 2012, primele din istorie

Numărul total al militarilor morților între 1939–1945 este estimat la 260.000 de austrieci. Evreii care au căzut victime ale Holocaustului au fost în număr de 65.000. Circa 140.000 de evrei austrieci au fugit din țară între 1938 și 1939. Mii de austrieci au luat parte la crimele de război naziste (sute de mii de oameni au murit doar în lagărul de concentrare Mauthausen-Gusen), fapt recunoscut oficial de cancelarul Franz Vranitzky în 1992.
Ca și Germania, Austria a fost împărțită în zone de ocupație britanică, franceză, sovietică și americană care au fost guvernate de Comisia Aliată pentru Austria. Așa cum a fost prevăzut în Declarația de la Moscova din 1943, a existat o diferență subtilă în felul în care a fost tratată Austria de către Aliați față de Germania. Guvernul austriac, format din social-democrați, conservatori și comuniști (ultimii până în 1947) cu sediul la Viena, oraș înconjurat de zona de ocupație sovietică, a fost recunoscut de Aliații Occidentali în octombrie 1945 după ce o vreme Renner a fost bănuit a fi marioneta lui Stalin. Astfel, crearea unui guvern separat vest-austriac și împărțirea țării (așa cum s-a întâmplat cu Germania) au fost evitate. Austria, în general, a fost tratată ca și cum ar fi fost stat invadat de Germania și eliberat de Aliați.
La 15 mai 1955, după negocieri ce au durat ani de zile și au fost influențate de Războiul Rece, Austria a recăpătat independența deplină prin semnarea Tratatului de Stat al Austriei cu cele patru puteri ocupante. La 26 octombrie 1955, după ce toate trupele de ocupație s-au retras, Austria și-a declarat „permanenta neutralitate” printr-o lege ce rămâne în vigoare și astăzi, fiind implicit modificată doar de amendamentele constituționale legate de aderarea Austriei la Uniunea Europeană începând cu 1995.

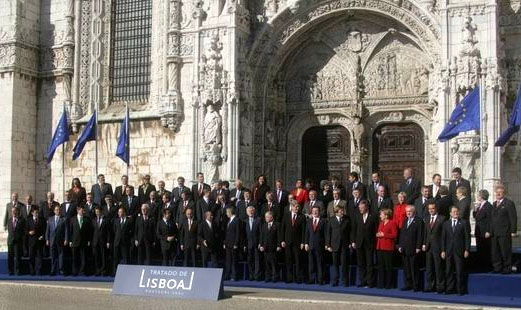
Austria a aderat la Uniunea Europeană în 1995 și a semnat Tratatul de la Lisabona în 2007.

Sistemul politic al celei de a doua republici se bazează pe constituția din 1920 și 1929, reintrodusă în 1945. Sistemul a fost caracterizat de denumirea Proporz, cu sensul că majoritatea posturilor de importanță politică au fost împărțite de membrii Partidelor Popular și Social-Democrat. „Camere” ale grupurilor de interese, în care toți cetățenii erau obligatoriu membri (pentru muncitori, oameni de afaceri, fermieri) au căpătat o importanță considerabilă și au fost de regulă consultate în procesul legislativ, astfel că aproape nicio lege nu a fost adoptată fără a avea un larg consens. Din 1945, guvernul a fost mereu de coaliție, guverne monopartide înregistrându-se doar în perioadele 1966–1970 (conservator) și 1970–1983 (social-democrat). În celelalte legislaturi, țara a fost guvernată fie de o largă coaliție a celor două partide, fie de o coaliție mică (unul din cele două împreună cu un partid mai mic).
În urma referendum desfășurat în 1994, aprobat cu o majoritate de peste două treimi, țara a aderat la Uniunea Europeană începând cu 1 ianuarie 1995.

## Politică
Parlamentul Austriei își are sediul în Viena, capitala și cel mai mare oraș al țării. Austria a devenit republică federală parlamentară și democratică prin Constituția Federală din 1920.
Sistemul politic al celei de a doua republici, cu cele nouă landuri ale sale se bazează pe constituțiile din 1920 și 1929, reintroduse la 1 mai 1945. Șeful statului austriac este președintele federal (Bundespräsident), ales direct prin vot de către cetățeni. Șeful guvernului federal este cancelarul federal, numit de președinte. Guvernul poate fi demis fie prin decret prezidențial, fie prin vot de neîncredere în camera inferioară a parlamentului, Nationalrat. Votul la alegerile prezidențiale și legislative federale era obligatoriu în Austria, obligația fiind însă abolită în etape, între 1982 și 2004.

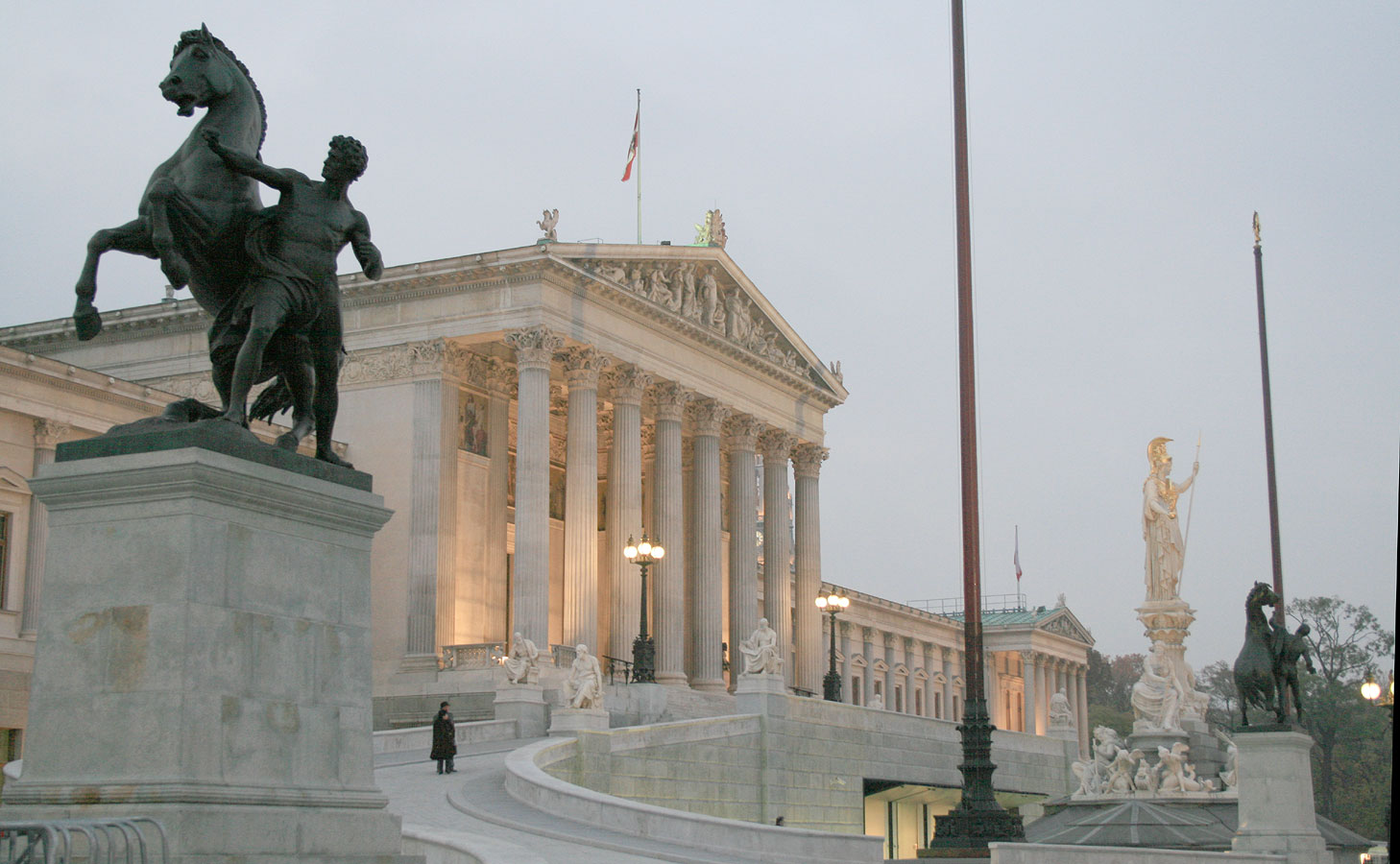
Clădirea parlamentului Austriei din Viena

Parlamentul Austriei este bicameral. Compoziția camerei inferioare, Nationalrat, (183 de locuri) este determinată o dată la fiecare cinci ani (sau după dizolvarea sa de către președinte la propunerea cancelarului federal, sau de către Nationalrat însuși) prin alegeri generale în care poate vota fiecare cetățean în vârstă de cel puțin 16 ani (din 2007). Deși există un prag electoral general de 4 procente pentru toate partidele la alegerile federale (Nationalratswahlen), rămâne posibilitatea de a obține un mandat direct, într-unul din cele 43 de circumscripții electorale.
Nationalrat este camera dominantă în ce privește legiferarea în Austria. Camera superioară a parlamentului, Bundesrat, are însă un drept limitat de veto (Nationalrat poate—în aproape orice caz—să adopte respectiva lege printr-o a doua votare. Aceasta se numește Beharrungsbeschluss, în traducere „vot de persistență”). O convenție, denumită Österreich-Konvent s-a semnat la 30 iunie 2003 pentru a hotărî asupra propunerilor de a reforma constituția, dar nu a reușit să adopte o propunere care să primească cele două treimi necesare din voturile din Nationalrat necesare pentru amendarea sau reformarea constituției.
După ramurile legislativă și executivă, tribunalele sunt al treilea pilon al puterilor statului austriac. În principal, Curtea Constituțională (Verfassungsgerichtshof) poate exercita o influență considerabilă asupra sistemului politic adoptând hotărâri asupra concordanței legilor și ordonanțelor cu constituția. Din 1995, Curtea Europeană de Justiție poate răsturna deciziile tribunalelor austriece în aspecte definite de legislația Uniunii Europene. Austria implementează și hotărârile Curții Europene pentru Drepturile Omului, întrucât Convenția Europeană pentru Drepturile Omului face parte din constituția austriacă.

### Evenimente politice recente
După alegerile generale din octombrie 2006, social-democrații au devenit cel mai important partid, învreme ce Partidul Popular a pierdut circa 8%. Realitățile politice au împiedicat formarea unei coaliții cu partidele mai mici de către cele două partide majore. În ianuarie 2007, Partidul Popular și social-democrații au format o largă coaliție, punându-l cancelar pe social-democratul Alfred Gusenbauer. Această coaliție s-a rupt în iunie 2008. Alegerile din septembrie 2008 au slăbit mai mult ambele partide mari, dar ele au menținut împreună peste 50% din mandate, social-democrații având mai multe. Ei au format din nou o coaliție, social-democratul Werner Faymann devenind cancelar. Pozițiile Partidului Libertății și a partidului naționalist Alianța pentru Viitorul Austriei, ambele etichetate drept grupări de dreapta, au fost întărite la acele alegeri.

### Relații externe

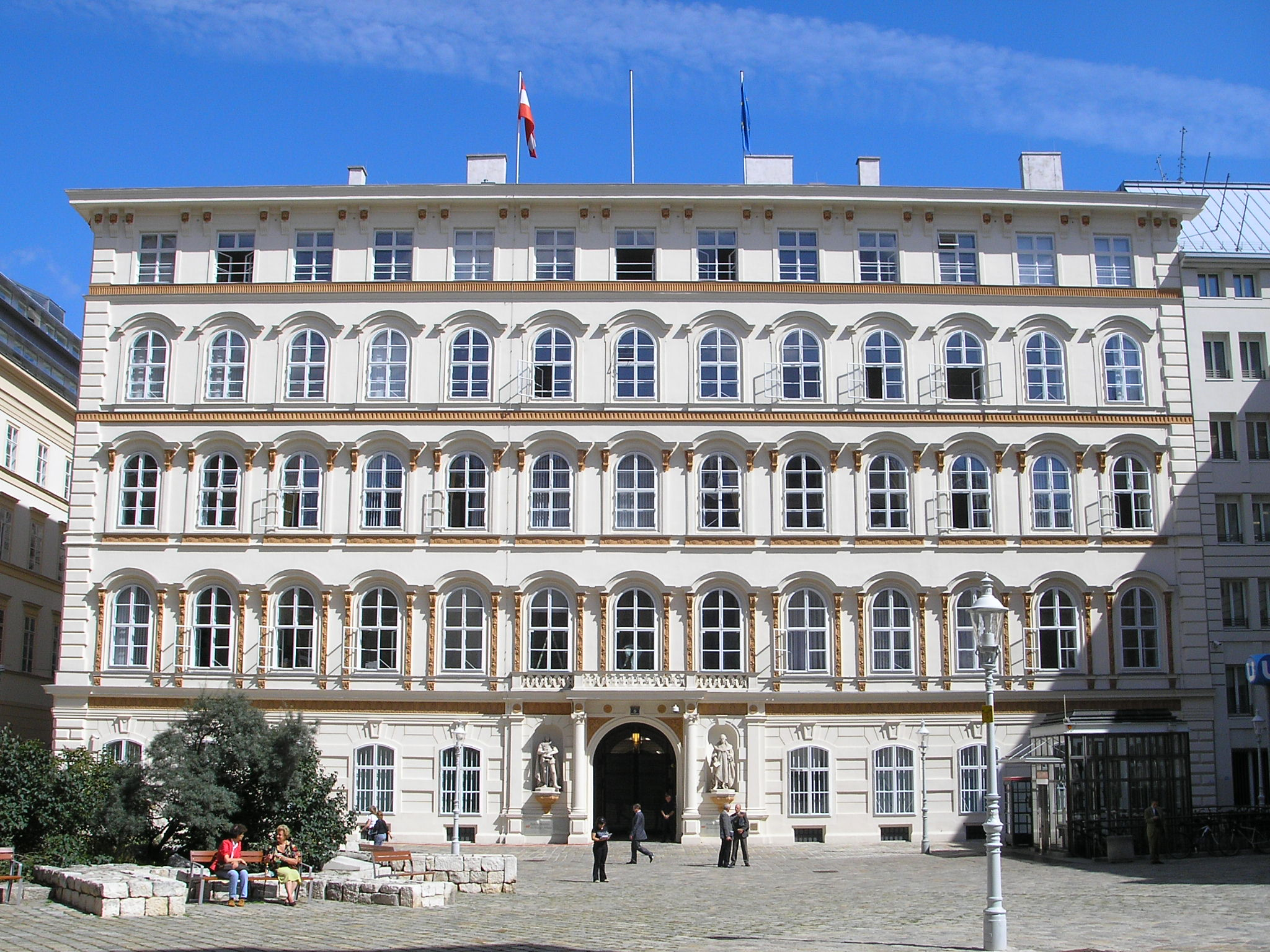
Ministerul de externe

Tratatul de Stat al Austriei din 1955 a pus capăt ocupației Austriei după al Doilea Război Mondial și a constituit actul de recunoaștere a Austriei ca stat independent și suveran. La 26 octombrie 1955, Adunarea Federală a adoptat un articol constituțional prin care „Austria se declară de bună voie în permanentă neutralitate”. A doua secțiune a respectivei legi afirmă că „pe viitor Austria nu se va alătura niciunei alianțe militare și nu va permite stabilirea de baze militare străine pe teritoriul său”. De atunci, Austria și-a format politica externă pe bazele neutralității, dar într-o manieră diferită de cea a Elveției.
Austria a început să-și reevalueze definiția neutralității în urma prăbușirii Uniunii Sovietice, acordând drept de survol pentru acțiunea aprobată de ONU împotriva Irakului în 1991 și, după 1995, a participat la politica externă și de securitate comună a UE. Tot în 1995, s-a alăturat Parteneriatului pentru Pace și a participat la misiuni de menținere a păcii în Bosnia.
Austria acordă o mare importanță participării la Organizația pentru Cooperare și Dezvoltare Economică și la alte organizații economice internaționale, și a jucat un rol activ în Organizația pentru Securitate și Cooperare în Europa (OSCE). Ca membru participant la OSCE, angajamentele internaționale ale Austriei sunt supuse monitorizării conform mandatului Comisiei Helsinki a SUA.

### Armata

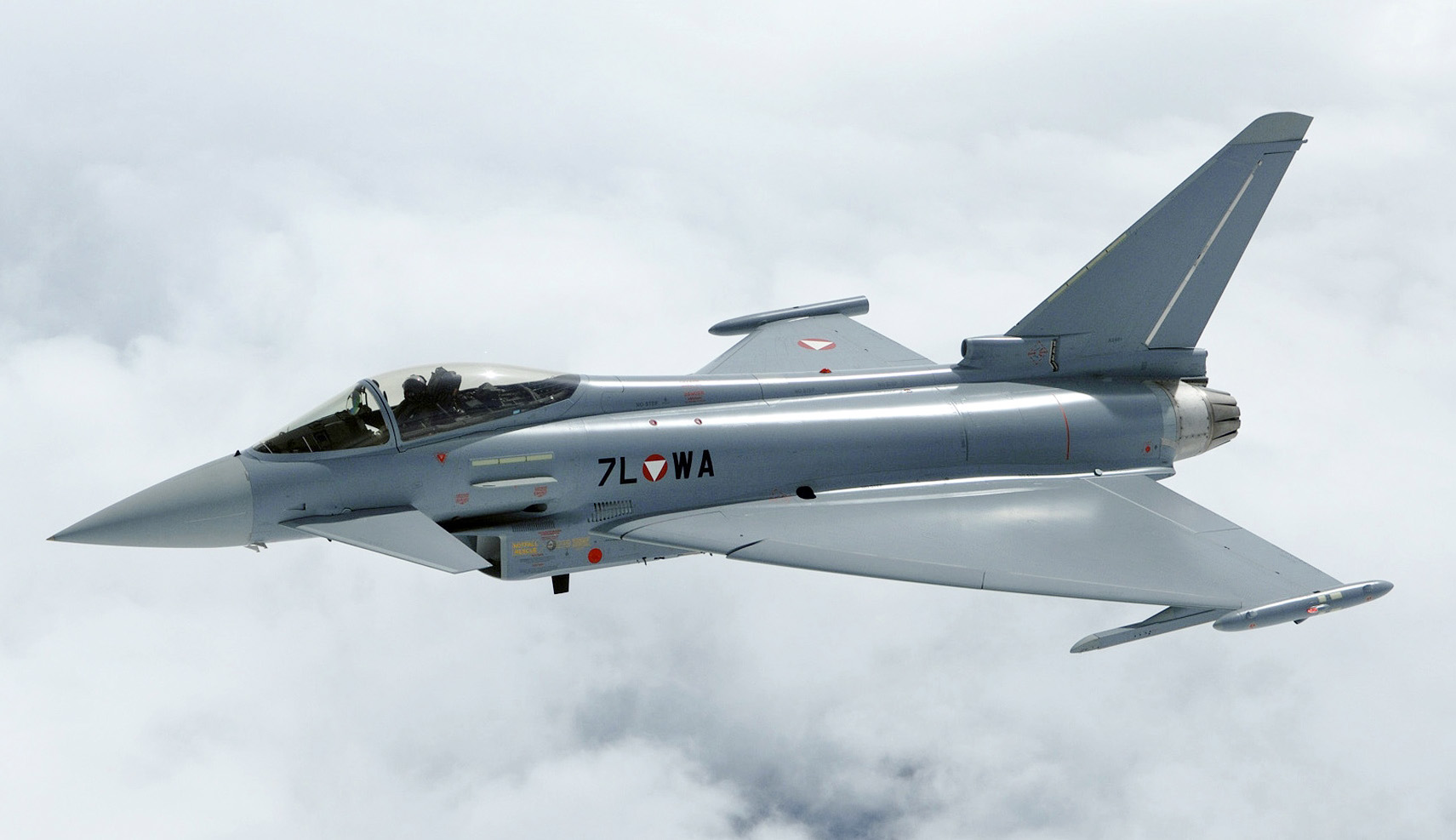
Avion de luptă Eurofighter Typhoon al aviației austriece.

Resursele umane ale Forțelor Armate Austriece (în germană Bundesheer) provin în special din recrutări în serviciul obligatoriu. Toți bărbații în vârstă de cel puțin 18 ani, găsiți apți pentru a servi în armată, trebuie să îndeplinească un stagiu militar de șase luni, urmat de opt ani ca rezervist. Atât bărbații cât și femeile sunt eligibile pentru serviciu voluntar. Obiecția de conștiință este acceptabilă din punct de vedere legal și cei care își exercită acest drept sunt obligați să îndeplinească un stagiu de nouă luni de serviciu civil. După 1998, femeilor voluntare li s-a permis să devină soldați profesioniști.
Principalele sectoare ale Bundesheerului sunt Forțele Unite (Streitkräfteführungskommando, SKFüKdo) ce constau din Forțele Terestre (Landstreitkräfte), Forțele Aeriene (Luftstreitkräfte), Misiunile Internaționale (Internationale Einsätze) și Forțele Speciale (Spezialeinsatzkräfte), pe lângă Suportul Misiunilor (Kommando Einsatzunterstützung; KdoEU) și Suportul de Comandă (Kommando Führungsunterstützung; KdoFüU). Austria este o țară fără ieșire la mare și astfel nu are marină.
În 2004, cheltuielile Austriei în domeniul apărării s-au ridicat la circa 0,9% din PIB. Armata are circa 45.000 de soldați, dintre care circa jumătate sunt recruți. Ca șef al statului, președintele Austriei este comandant suprem al Bundesheerului. În practică, comanda Forțelor Armate Austriece este exercitată de ministrul apărării.

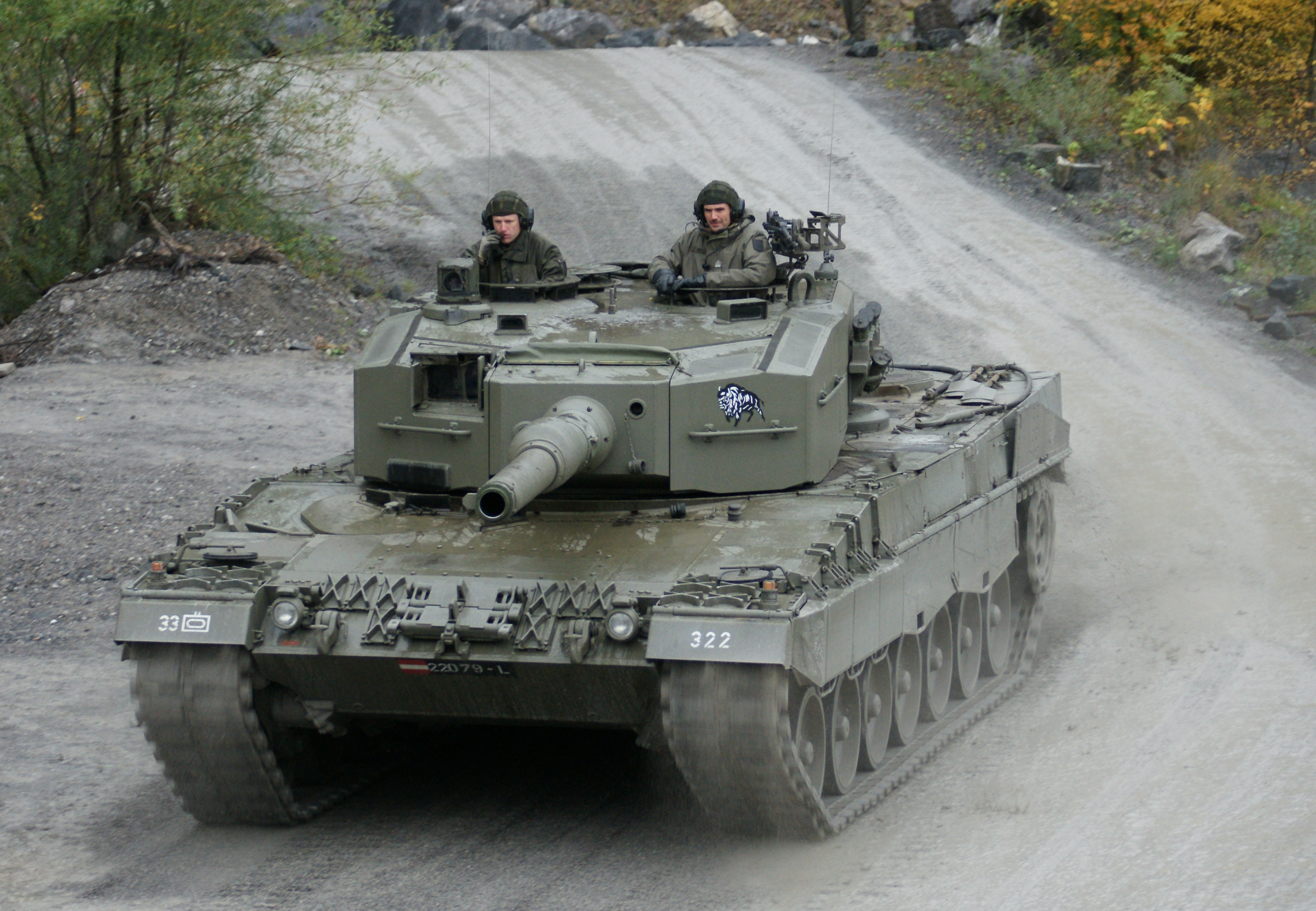
Tancul de luptă Leopard 2, principalul tanc din dotarea armatei austriece

De la sfârșitul Războiului Rece, și mai ales de la înlăturarea Cortinei de Fier ce separa Austria de Ungaria, Iugoslavia și Cehoslovacia, armata austriacă asistă grănicerii în tentativa de a împiedica trecerea frontierei de către imigranții ilegali. Acest ajutor a luat sfârșit după aderarea Ungariei, Sloveniei și Republicii Cehe în Spațiul Schengen al Uniunii Europene în 2008, abolind frontierele interne comune între statele semnatare ale acordului. Unii politicieni au cerut prelungirea acestei misiuni, dar legalitatea sa este contestată. În conformitate cu constituția Austriei, forțele armate pot fi desfășurate doar într-un număr limitat de cazuri, în special pentru apărarea țării și pentru a ajuta în cazuri de urgență națională, cum ar fi dezastrele naturale, și nu pot fi folosite ca forțe auxiliare de poliție.
În contextul permanentei neutralități autodeclarate, Austria are o îndelungată tradiție de participare în misiuni umanitare și menținere a păcii sancționate de ONU. Îndeosebi Austrian Forces Disaster Relief Unit (AFDRU), o unitate de voluntari aflată în strânsă legătură cu specialiști civili (cum ar fi dresori profesioniști de câini) se bucură de o înaltă reputație de unitate de salvare și căutare cu răspuns rapid (timpul standard de desfășurare este de 10 ore) și eficient. Contingente mai mari de forțe austriece sunt desfășurate în Bosnia, Kosovo și, din 1974, în Înălțimile Golan.

## Landuri

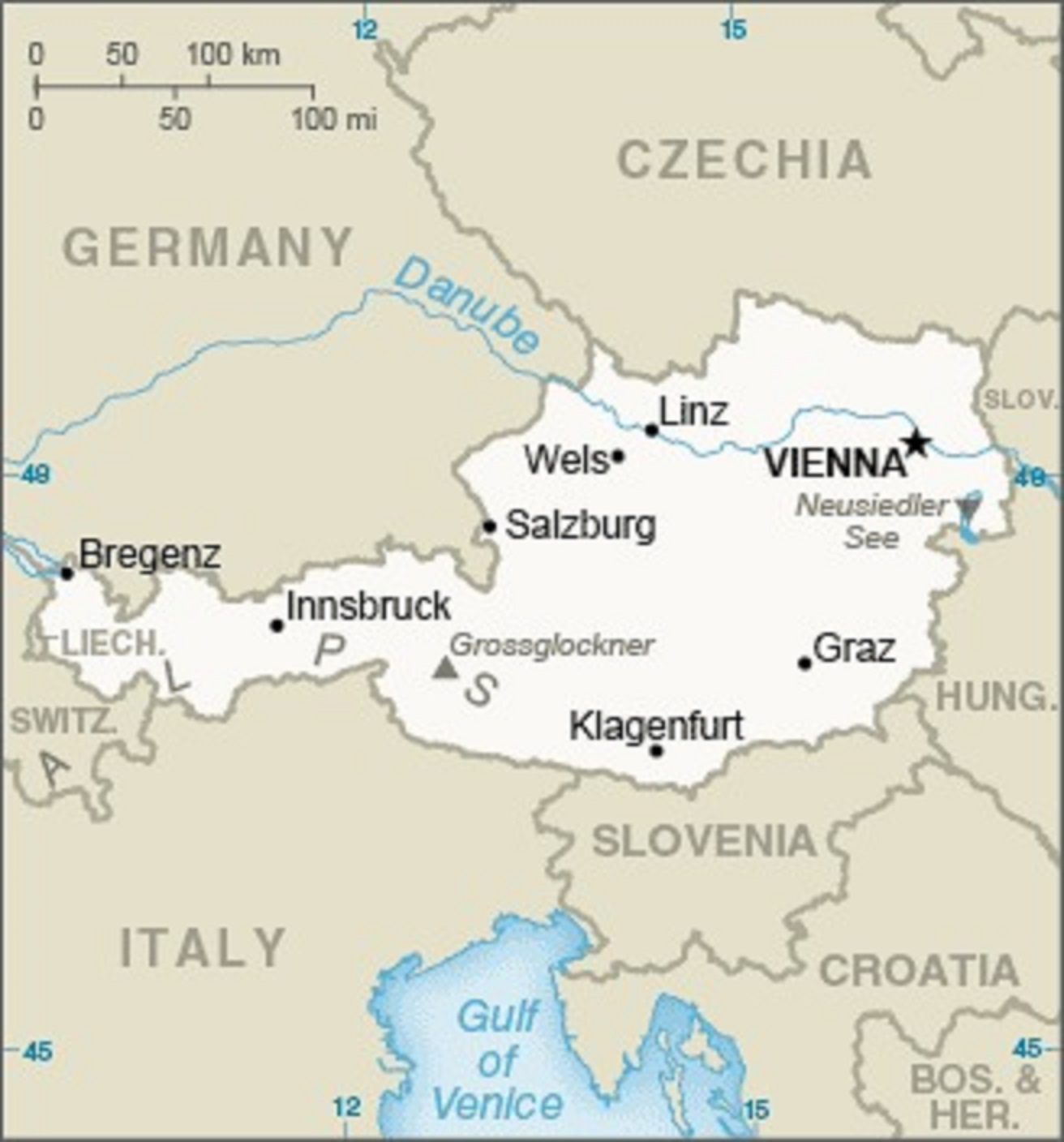
Harta Austriei

Ca republică federală, Austria este împărțită în nouă landuri federale (în germană Bundesländer). Aceste landuri sunt mai departe împărțite în districte (în germană Bezirke) și orașe statutare (în germană Statutarstädte). Districtele sunt împărțite mai departe în comune (în germană Gemeinden). Orașele statutare au competențele cumulate de district și comună. Landurile nu sunt doar diviziuni administrative, ci au autonomie legislativă parțială față de guvernul federal, ca de exemplu în probleme de cultură, asistență socială, tineret, mediu, vânat, construcții. În anii din urmă, s-a discutat dacă este util ca o țară atât de mică să aibă zece parlamente.
|                    |                                                  | Land (Bundesland)       | Capitala   | Suprafață | Populație | Loc |
| ------------------ | ------------------------------------------------ | ----------------------- | ---------- | --------- | --------- | --- |
| Landurile Austriei |                                                  |                         |            |           |           |     |
| 1                  | Burgenland                                       | Eisenstadt              | 3.966 km²  | 280.350   | 9         |     |
| 2                  | Carinthia (Kärnten)                              | Klagenfurt              | 9.536 km²  | 560.753   | 6         |     |
| 3                  | Austria Inferioară (în germană Niederösterreich) | St. Pölten              | 19.174 km² | 1.588.545 | 2         |     |
| 4                  | Austria Superioară (în germană Oberösterreich)   | Linz                    | 11.980 km² | 1.405.986 | 3         |     |
| 5                  | Salzburg                                         | Salzburg                | 7.154 km²  | 529.085   | 7         |     |
| 6                  | Stiria (în germană Steiermark)                   | Graz                    | 16.392 km² | 1.203.986 | 4         |     |
| 7                  | Tirol (în germană Tirol)                         | Innsbruck               | 12.648 km² | 698.472   | 5         |     |
| 8                  | Vorarlberg                                       | Bregenz                 | 2.601 km²  | 364.611   | 8         |     |
| 9                  | Viena (în germană Wien)                          | Viena (în germană Wien) | 414,9 km²  | 1.660.534 | 1         |     |

## Geografie

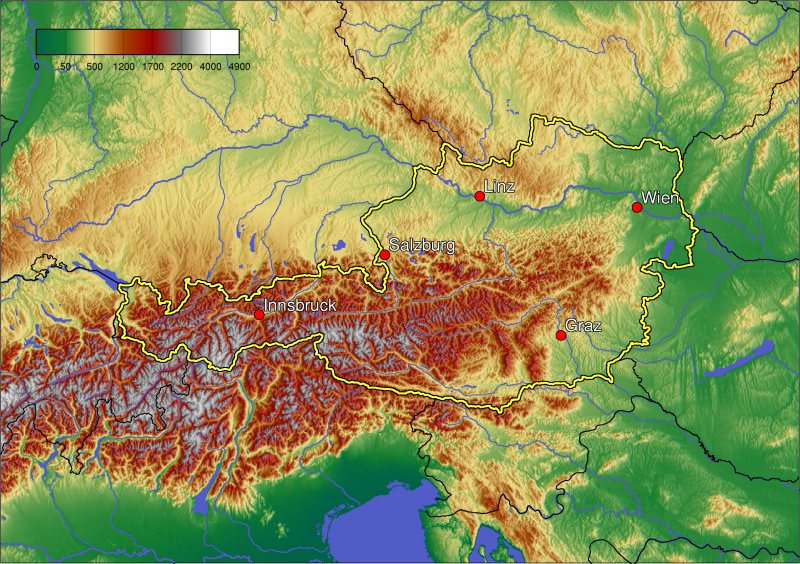
Topografia Austriei

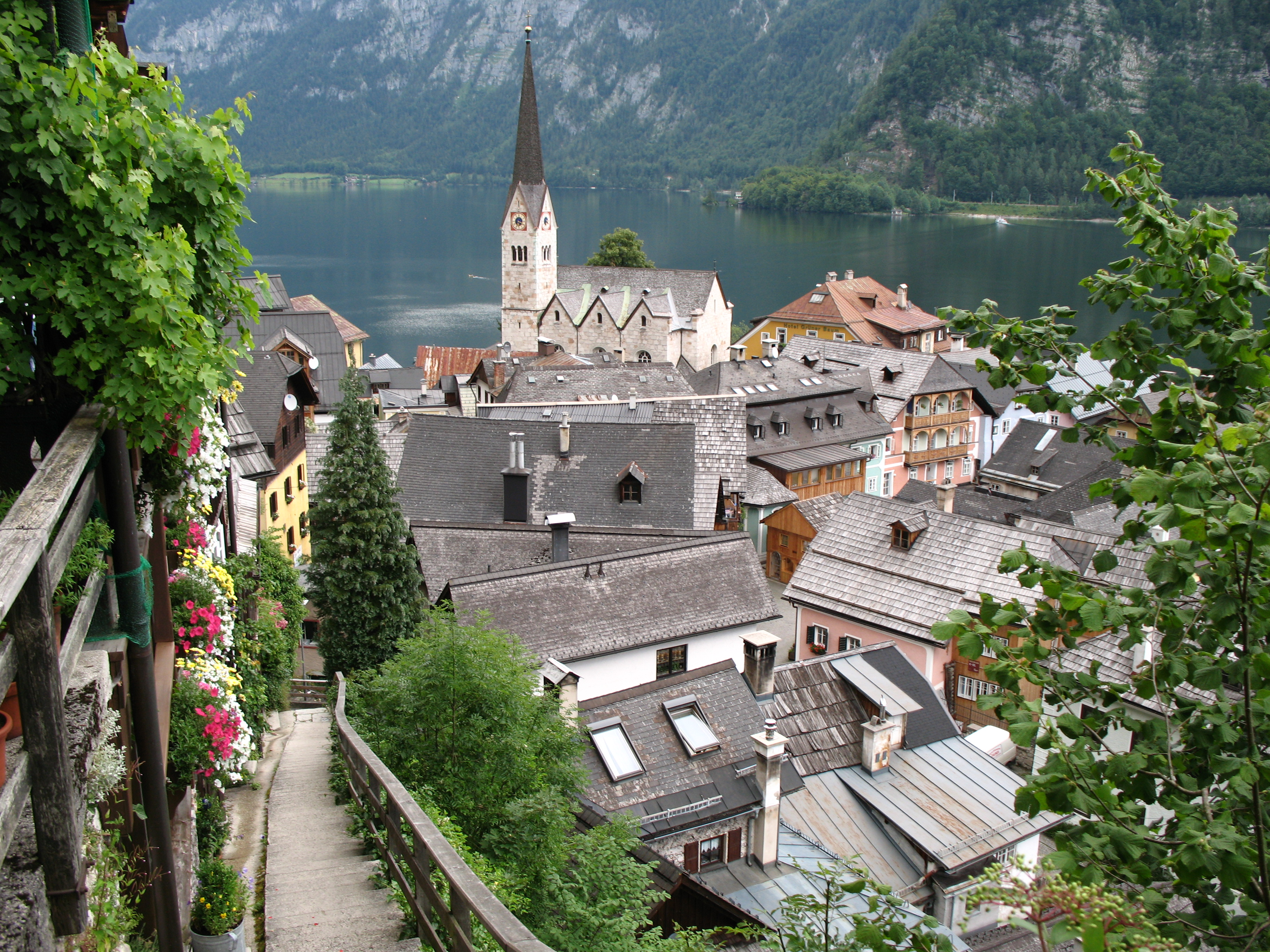
Vedere din Hallstatt

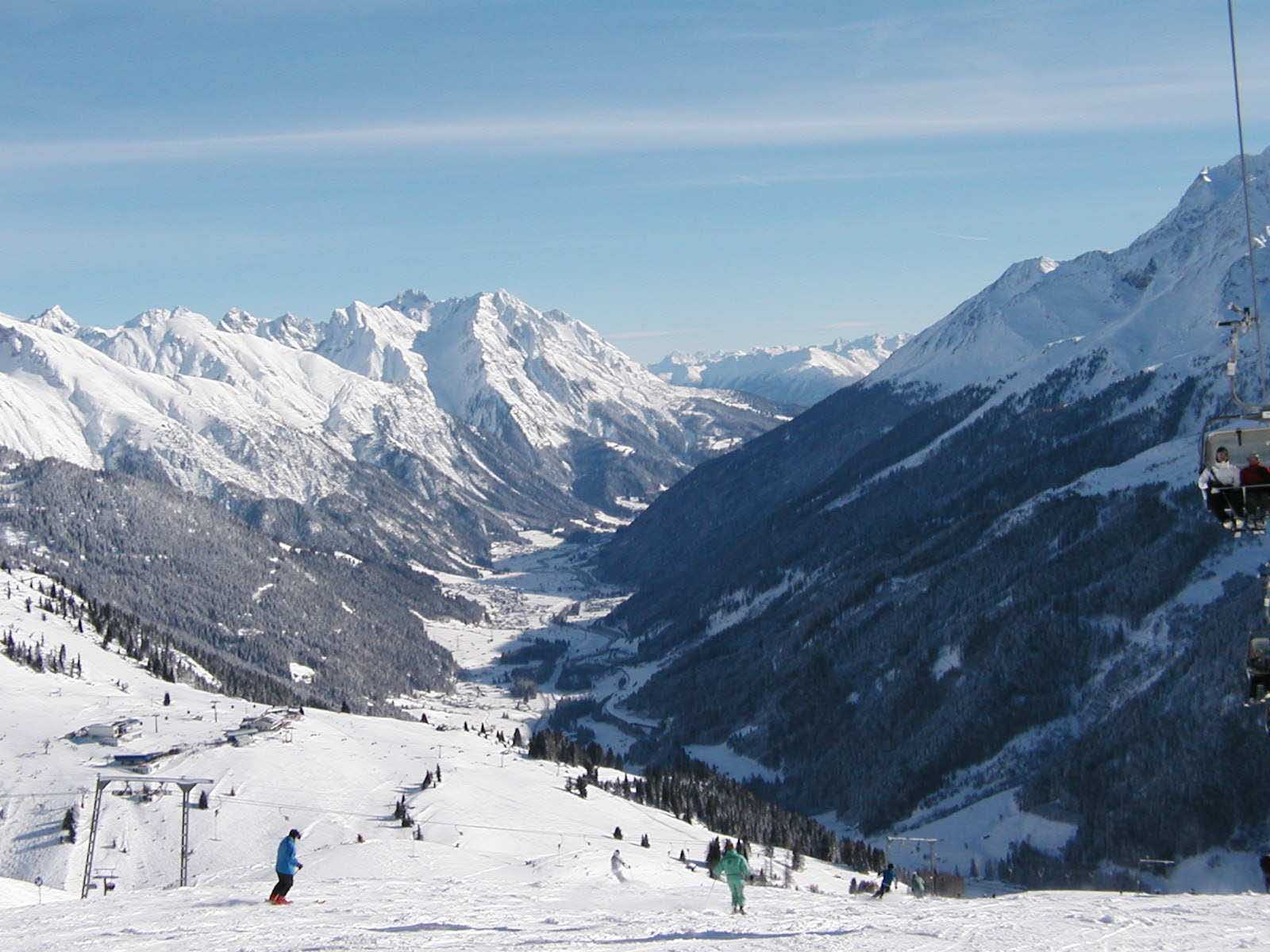
Sankt Anton am Arlberg

Austria este o țară predominant montană, datorită poziționării sale în Alpi. Alpii Orientali Centrali, Alpii Calcaroși de Nord și Alpii Calcaroși de Sud se află parțial în Austria. Din aria totală a Austriei (84.000 km²), doar un sfert se află în zone de șes, și doar 32% din țară se află sub altitudinea de 500 m. Alpii din vestul Austriei fac loc dealurilor și câmpiilor în estul țării. Circa 2/3 din teritoriul Austriei se află la peste 500 m altitudine iar 40% la peste 1000 m. Altitudinea medie este de 1000 de metri. Relieful muntos(Prealpii și Alpii, orientați E-V) acoperă aproape ¾ din suprafața țării, câmpia reducându-se la un culoar subalpin(care însoțește Dunărea), la Burgenland(unde se află altitudinea minimă a țării, de 115 m) și o parte din Câmpia Panonică. Prealpii se prezintă sub forma unor podișuri sau munți mai joși, desi unele vârfuri se apropie de 3000 m înălțime(vârful Dachstein-2996 m). Alpii Orientali(sau Alpii Austrieci) sunt masivi, înalți, prezintă ghețari și cuprind două grupe: Hohe Tauern(Tauern înalți) în vest, cu altitudinea maximă în vârful Grossglockner-3797 m, și Niedere Tauern(Tauern Joși), care se apropie totuși de 3000 m, în vârful Hochgolling(2863 m). În NV-ul țării se află Oberosterreich, regiune de coline morenice, prelungire a Podișului Bavariei.
Austria se află între paralelele de 46° și 49° latitudine nordică, și între meridianele de 9° și 18° longitudine estică.
Se poate împărți în cinci mari grupe de relief, cea mai mare fiind Alpii Răsăriteni, care formează 62% din suprafața totală a Austriei. Dealurile subalpine și subcarpatice formează 12%, iar zonele colinare din est și din jurul câmpiei Panonice reprezintă 12% din suprafața totală. A doua zonă muntoasă (mult mai mică decât cea alpină) se află la nord. Denumită „platoul de granit austriac”, se află în centrul podișului Boemiei și reprezintă 10% din Austria. Porțiunea austriacă a depresiunii Vienei reprezintă 4%.
Cele mai înalte șase culmi muntoase austriece sunt:
| Nume                 | Altitudine (m) | Masiv        |
| -------------------- | -------------- | ------------ |
| Grossglockner        | 3.797          | Hohe Tauern  |
| Wildspitze           | 3.768          | Alpii Ötztal |
| Weisskugel           | 3.739          | Alpii Ötztal |
| Grossvenediger       | 3.674          | Hohe Tauern  |
| Similaun             | 3.606          | Alpii Ötztal |
| Grosses Wiesbachhorn | 3.571          | Hohe Tauern  |

Din punct de vedere fitogeografic, Austria aparține provinciei central-europene din regiunea Circumboreală a regatului Boreal. Conform WWF, teritoriul Austriei se poate împărți în patru ecoregiuni: pădurile de amestec central-europene, pădurile de amestec panonice, pădurile de amestec și de conifere din Alpi și pădurile de foioase vest-europene.

### Clima
Cea mai mare parte a Austriei se află în zona de climă temperată-rece în care predomină vânturile de vest umede, cu nuanțe în funcție de localizare și altitudine. Cum peste jumătate din țară este dominată de Alpi, clima alpină predomină. În est—în câmpia Panonică și în valea Dunării—clima prezintă trăsături continentale, cu ploaie mai puțină decât în zonele alpine. Deși Austria are temperaturi reduse pe timp de iarnă (−10–0°C), temperaturile de vară pot fi relativ ridicate, temperaturile medii fiind de circa 25 de grade, iar maxima absolută fiind de 39,7 °C.
. Precipitațiile scad în general de la V la E, fiind mai bogate în zonele periferice montane(peste 2000 mm/an). Cele mai scăzute precipitații se înregistrează în est, în regiunea lacului Neusiedler(sub 600 mm/an) și cea a orașului Viena.

### Hidrografia
Rețeaua hidrografică a Austriei este influențată de lanțul muntos al Alpilor. Principala arteră hidrografică este Dunărea(360 km) ce străbate Austria de la vest la est, trecând prin orașele Linz, Krems și Viena. Alte râuri importante sunt Drava și Murz, precum și afluenții Dunării, Inn și Enns. Cele mai multe lacuri au origine glaciară: Bodensee(Constanța/Konstantz) la granița cu Germania și Elveția, Attersee(situat la est de Salzburg), Neusiedler See(la granița cu Ungaria), Worther(la vest de orașul Klagenfurt). Suprafața totală ocupată de rețeaua hidrografică este de 1426 km pătrați.

### Flora și fauna
Austria este una dintre cele mai împădurite state europene(cca 44% din suprafața țării). Speciile de plante și animale din Austria sunt specifice Europei Centrale. Foioasele(în special fagul, mesteacănul și stejarul) și coniferele(bradul, molidul, pinul) acoperă munții până la altitudinea de 1200 m. Peste această altitudine predomină bradul și este, apoi, înlocuit de larice și pin de stâncă. 
Fauna este variată și asociată vegetațiilor respective. Deși caprele de munte sunt destul de rare, căprioarele, iepurii de câmp, vulpile, bursucii, jderii, ciorile alpine, cocoșii de munte, marmotele, potârnichile și fazanii sunt încă numeroși. Printre păsările care trăiesc printre trestiile roșii din jurul Lacului Neusiedler se numără bâtlanul roșu, lopătarul și pasărea cioc întors. Numeroase zone ocrotite, între care Parcul Național Hohe Tauern, circa 100 rezervații naturale și alte peste 100 de rezervații peisagistice.

## Economie
Austria se află pe locul 12 în lume după PIB pe cap de locuitor, are o economie de piață socială bine dezvoltată și un standard de viață ridicat. Până în anii 1980, multe din companiile industriale din Austria fuseseră naționalizate; mai recent, însă, privatizarea a redus prezența statului în economie la un nivel comparabil cu alte economii europene. Mișcările sindicale sunt deosebit de puternice în Austria și au o mare influență asupra politicii muncii. Turismul internațional este cea mai importantă parte a economiei naționale.

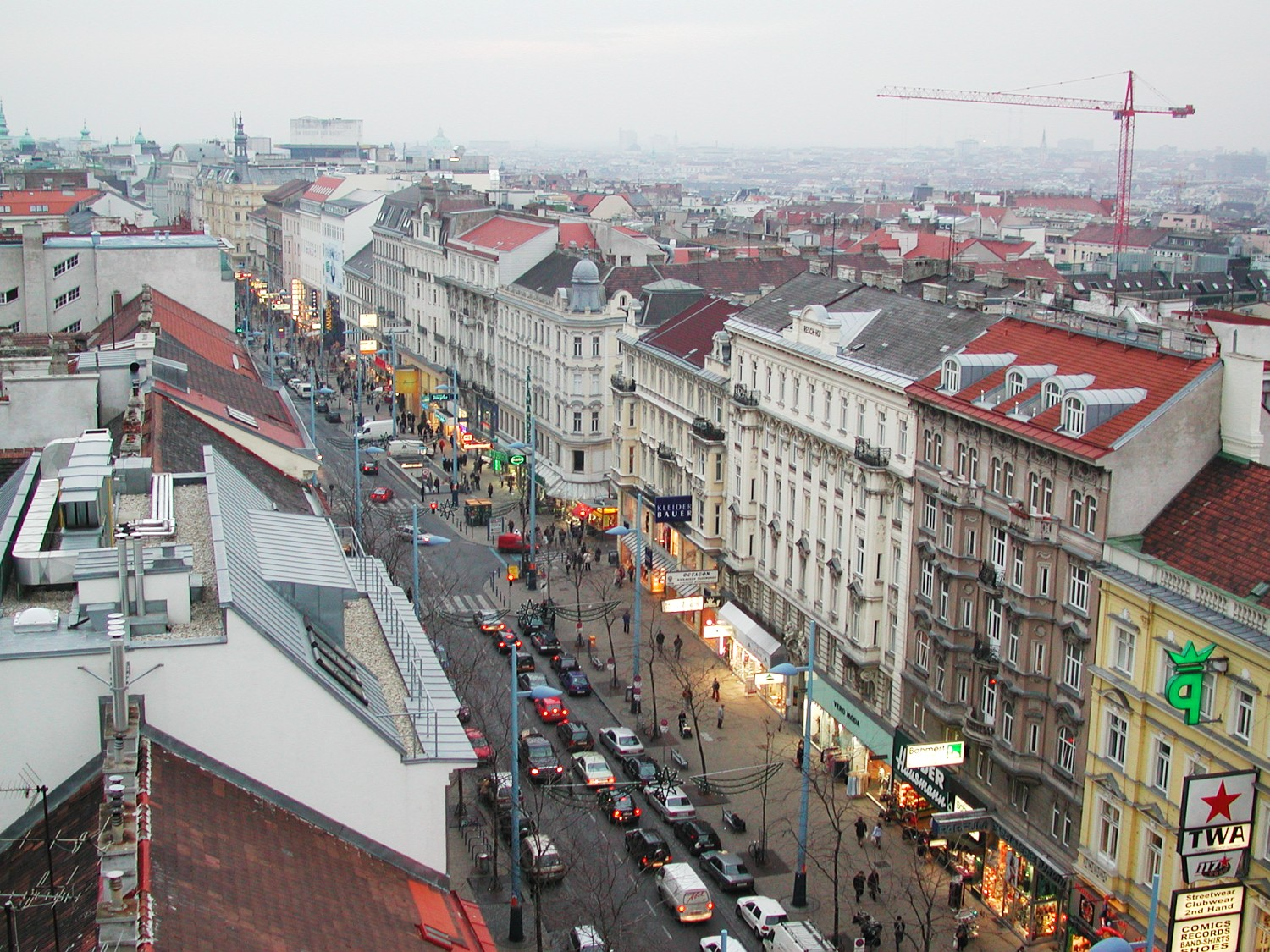
Strada comercială Mariahilf

Germania este principalul partener comercial istoric al Austriei, astfel că țara este vulnerabilă la schimbările rapide din economia Germaniei. Întrucât Austria a devenit însă stat membru al Uniunii Europene, a căpătat legături strânse cu celelalte economii din UE, reducându-și dependența economică de Germania. În plus, apartenența la UE a atras un influx de investitori străini atrași de accesul Austriei la piața unică europeană și de proximitatea față de economiile emergente ale noilor state membre. Creșterea PIB a accelerat după aderare și a ajuns la 3,3% în 2006.
După căderea comunismului, companiile austriece au fost jucători activi în consolidarea Europei de Est. Între 1995 și 2010 au fost anunțate 4.868 de achiziții în valoare totală de 163 miliarde de euro în care au fost implicate firme austriece. Cele mai mari tranzacții în care au fost implicate companii din Austria au fost: achiziționarea Bank Austria de către Bayerische Hypo- und Vereinsbank pentru 7,8 mld. EUR în 2000, achiziția Porsche Holding Salzburg de către Volkswagen Group pentru 3,6 mld. EUR în 2009, și achiziția Băncii Comerciale Române de către Erste Group pentru 3,7 mld. EUR în 2005.
Turismul reprezintă aproape 9% din produsul intern brut al Austriei.
În 2007, Austria s-a clasat pe locul 9 în lume ca volum al cheltuielilor efectuate de turiști internaționali, cu 18,9 miliarde de dolari. În termeni de număr de turiști, Austria s-a clasat pe locul 12 cu 20,8 milioane de turiști.

### Moneda
În Austria, euro a fost introdus în contabilitate începând cu 1 ianuarie 1999, iar monedele și banconotele euro au intrat în circulație la 1 ianuarie 2002. În pregătirea acestei date, baterea de monede euro a început încă din 1999, dar toate monedele euro austriece introduse în 2002 au acest an inscripționat pe el; spre deosebire de celelalte țări ale zonei euro, unde pe monede este inscripționat anul în care au fost bătute. Au fost alese opt designuri diferite, unul pentru fiecare valoare nominală. În 2007, pentru a adopta noul format, ca și restul țărilor din zona euro, Austria a modificat fața comună a monedelor sale.
Înainte de a adopta euro în 2002, Austria folosise șilingul austriac, începând cu luna decembrie 1924. Șilingul a fost abolit temporar în urma Anschlussului în 1938 și a fost reintrodus după sfârșitul celui de al Doilea Război Mondial în noiembrie 1945.
Austria are una dintre cele mai bogate game de monede de colecție din zona euro, cu valori nominale de la 10 la 100 de euro (o monedă excepțională de 100.000 de euro a fost emisă în 2004). Aceste monede sunt o veche tradiție națională. Spre deosebire de emisiunile normale, aceste monede nu pot fi folosite pentru plăți în toată zona euro. De exemplu, o monedă comemorativă austriacă de 5 euro nu poate fi folosită în alte țări.

### Energia
În 1972, guvernul a demarat construcția unei centrale termonucleare la Zwentendorf pe Dunăre, în urma unui vot unanim în parlament. În 1978, la un referendum, aproximativ 50,5% din cetățeni au votat împotriva energiei nucleare, și 49,5% pentru, iar parlamentul a adoptat apoi în unanimitate o lege prin care se interzicea utilizarea energiei nucleare pentru producerea de electricitate.
Austria produce majoritatea energiei sale prin hidrocentrale. Împreună cu alte surse de energie regenerabilă, cum ar fi cea eoliană, solară și cu centralele pe biomasă, cantitatea de energie produsă din surse regenerabile se ridică la 62,89% din energia utilizată în total în Austria, restul fiind produsă prin termocentrale cu gaz și petrol.

### Resurse naturale
Resursele naturale semnificative constau în zăcăminte de petrol, lignit, lemn, minereu de fier, aramă, zinc, stibiu, magneziu, wolfram, grafit, sare, potential hidroenergetic.

## Demografie

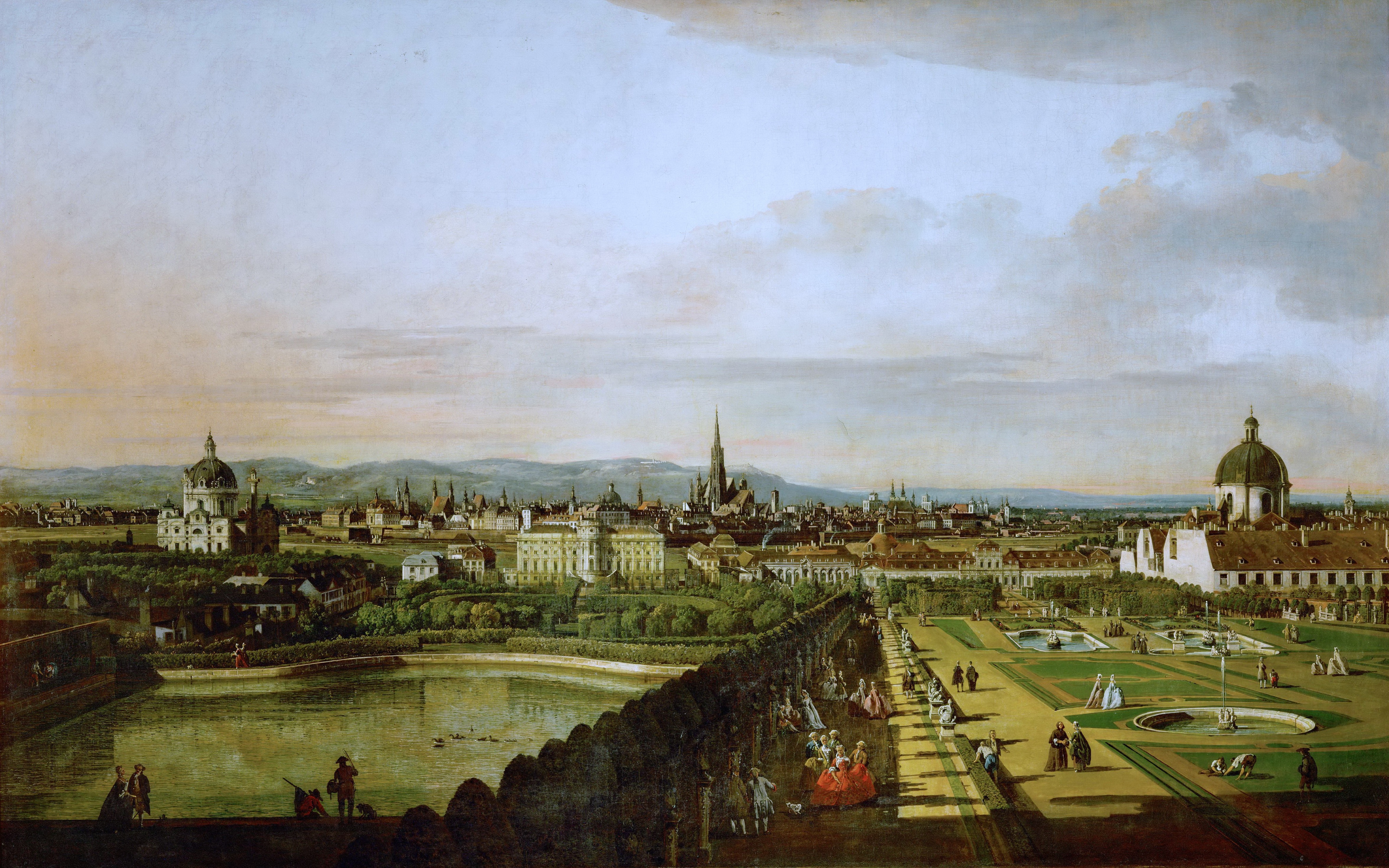
Pictură de Canaletto, reprezentând Viena în prima jumătate a secolului al XVIII-lea

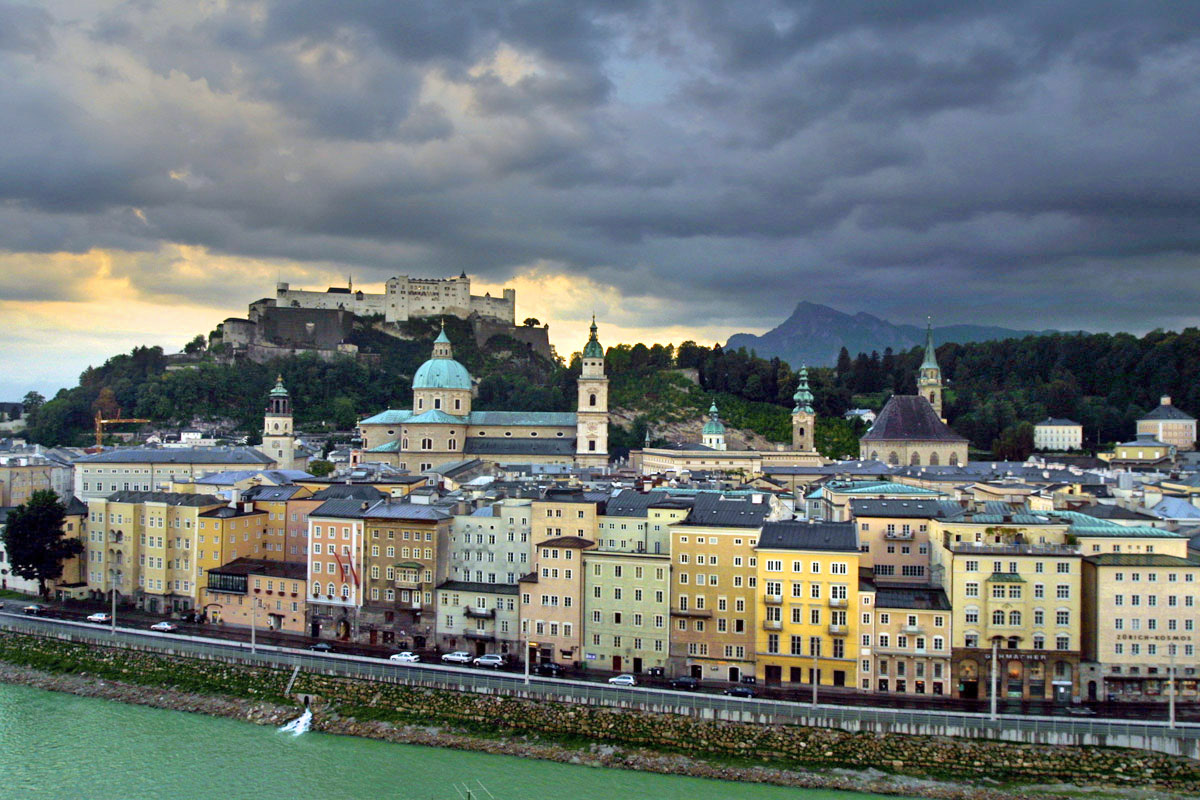
Orașul Salzburg, al cărui centru istoric este sit al patrimoniului mondial UNESCO

Populația Austriei, după estimările din aprilie 2011, este de 8.414.638. Populația capitalei, Viena, depășește 1,7 milioane (2,2 milioane incluzând suburbiile), reprezentând aproape un sfert din populația țării.
După estimările de la finalul lui 2021, dintr-o populație rezidentă în gospodării de 8.807,3 mii locuitori, 1.635 mii erau imigranți de primă generație, iar 605,3 mii de a doua generație (ambii părinți imigranți).
Populația rezidentă totală la 01.01.2022 era de 8.978,9 mii locuitori, din care 1.586,7 erau cetățeni străini. 
Principale naționalități (cetățenii), în mii locuitori, erau:
- germani: 217
- români: 138
- sârbi: 122
- turci: 118
- bosniaci: 97
- croați: 95
- unguri: 94
- sirieni: 68
- polonezi: 66
- slovaci: 47
- afgani: 45
- bulgari: 36
- italieni: 36
- ruși: 34
- kosovari: 27
- nord-macedonieni: 25
- sloveni: 23
- cehi: 15
- iranieni: 15
- chinezi: 14
- irakieni: 13
- ucraineni: 13
- indieni: 11
- britanici: 11
- olandezi: 10
- francezi: 10
Alte naționalități din U.E.: 37 mii persoane
Alte naționalități din Europa: 24 mii persoane
Alte naționalități din Africa: 46 mii persoane
Alte naționalități din Asia: 35 mii persoane
Apatrizii și persoanele cu cetățenie necunoscută erau 19 mii persoane.
Viena este de departe cel mai mare oraș al țării. Graz este al doilea ca mărime, cu 250.099 de locuitori, urmat fiind de Linz (188.968), Salzburg (150.000) și Innsbruck (117.346). Toate celelalte orașe au mai puțin de 100.000 de locuitori.
Conform Eurostat, în 2010 în Austria trăiau 1,27 milioane de rezidenți născuți în străinătate, reprezentând 15,2% din totalul populației. Dintre aceștia, 764.000 (9,1%) erau născuți în afara UE și 512.000 (6,1%) proveneau din alte state membre ale Uniunii.

### Limba
Germana este limba oficială a Austriei, fiind limbă maternă pentru 88,6% din populație—urmată de turcă (2,3%), sârbă (2,2%), croată (1,6%), maghiară (0,5%), bosniacă (0,4%) și slovenă (0,3%).
Germana oficială utilizată în educație, publicații, anunțuri și pe site-urile web este germana austriacă, identică cu cea din Germania, dar cu câteva diferențe de vocabular. În termeni de limbă maternă, în Austria se vorbesc și diferite dialecte austro-bavareze (alemana în Vorarlberg), iar germana standard este mai mult sau mai puțin o limbă secundară pentru austrieci. Dialectele se califică mai mult sau mai puțin ca limbi separate, dar nu sunt tratate astfel, deși austro-bavareza este utilizată uneori în mass-media.
Landurile Carinthia și Stiria sunt locul unde trăiesc o minoritate autohtonă slovenofonă, în vreme ce în landul Burgenland (care fusese parte a jumătății maghiare a Austro–Ungariei), există minorități semnificative de maghiarofoni și croatofoni. Din restul populației Austriei care nu provin din Austria, mulți provin din țările vecine, în special din cele ale fostului bloc comunist. Așa-numiții „muncitori oaspeți” (Gastarbeiter) și descendenții lor, precum și refugiații din Războaiele Iugoslave și alte conflicte formează o minoritate importantă în Austria. Din 1994, romii și sinti sunt și ei minoritate națională recunoscută în Austria.
Conform recensământului din 2001 trăiau atunci în Austria un total de 710.926 de cetățeni străini. Dintre aceștia, cei mai mulți, 283.334 provin din fosta Iugoslavie (dintra care 135.376 vorbesc sârba; 105.487 croata; 31.551 bosniaca — există practic 272.414 vorbitori ai sârbo-croatei — plus 6.002 vorbitori de slovenă și 4.018 de macedoneană).
Al doilea mare grup etno-lingvistic minoritar îl constituie turcii (inclusiv minoritate kurzilor) în număr de 200.000 până la 300.000 care trăiesc în Austria. Turcii și kurzii sunt cel mai mare grup de imigranți în țară, urmați îndeaproape de sârbi.
Următorul grup îl constituie cei 124.392 care vorbesc germana ca primă limbă, deși provin din afara Austriei (în special imigranți din Germania, câțiva din Elveția și din Tirolul de Sud, regiune a Italiei); 123.417 englezi; 24.446 albanezi; 17.899 polonezi; 14.699 maghiari; 12.216 români; 10.000 malayali; 7.982 arabi; 6.891 slovaci; 6.707 cehi; 5.916 perși; 5.677 italieni; 5.466 ruși; 5.213 francezi; 4.938 chinezi; 4.264 spanioli; 3.503 bulgari. Restul populațiilor sunt mult mai mici de 3.000 de oameni.
În 2006, o parte din landurile Austriei introduseseră teste standardizate pentru noii cetățeni, pentru a se asigura de cunoașterea limbii, de cunoștințele lor culturale și de capacitatea lor de a se integra în societatea austriacă.

### Grupuri etnice

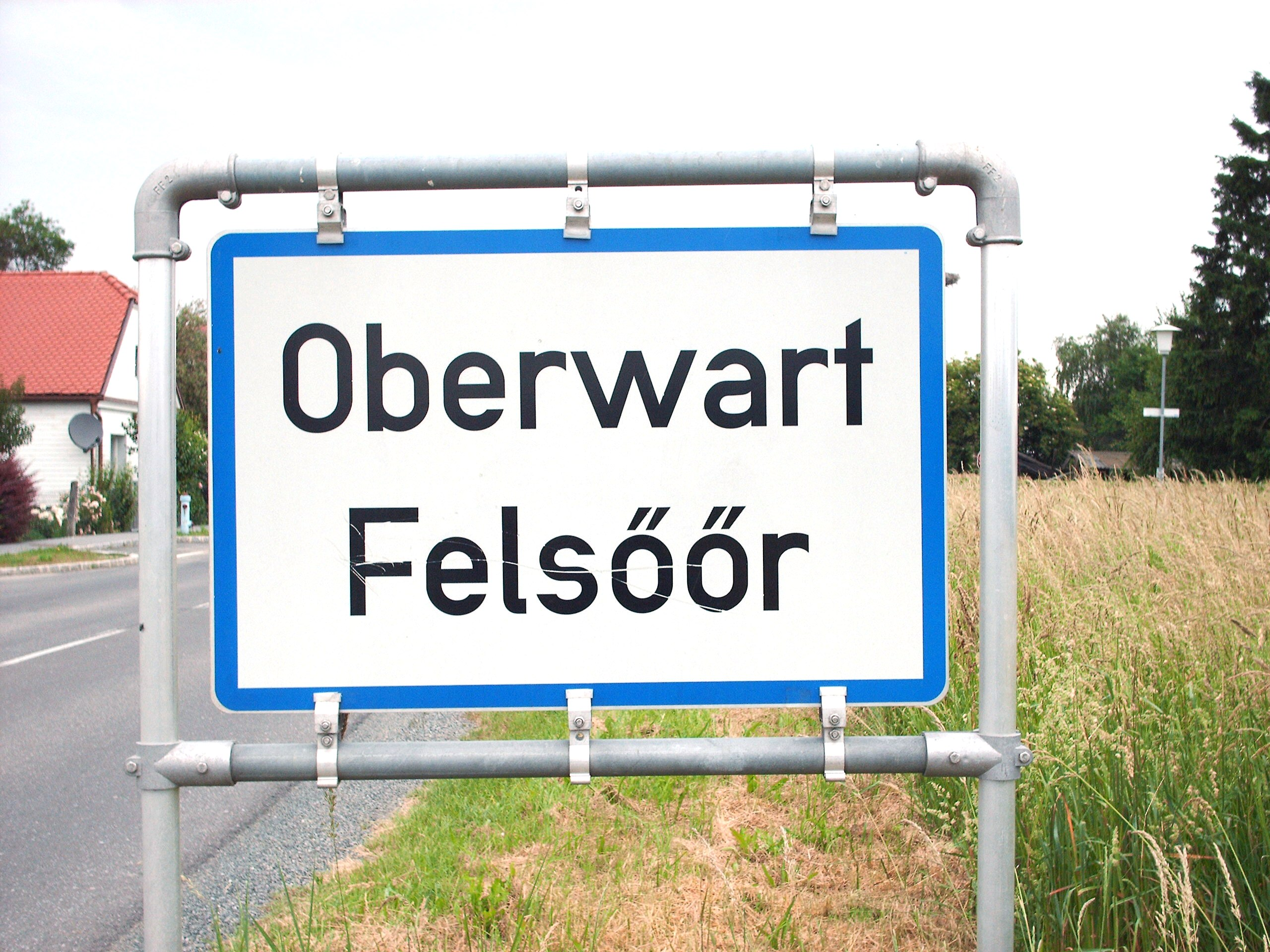
Plăcuță bilingvă la intrarea în Oberwart (în maghiară, Felsőőr), localitate din Burgenland.

Cei între 13.000 și 40.000 de sloveni din landul austriac Carintia (slovenii carinteni), precum și croații (circa 30.000) și maghiarii din Burgenland au fost recunoscuți ca minoritate etnică și se bucură de drepturi speciale în baza Tratatului de Stat al Austriei (în ) din 1955.
Dreptul la plăcuțe bilingve în regiunile în care trăiesc sloveni și croați pe lângă populația germanofonă (conform tratatului din 1955) încă nu a fost implementat. Unii carinteni se tem de unele presupuse revendicări teritoriale slovene, arătând că trupele iugoslave au intrat în țară după ambele războaie mondiale, precum și faptul că în unele atlase slovene, părți din Carintia apar ca teritorii locuite de sloveni. Guvernatorul extremist Jörg Haider a adus aceste aspecte în atenția publicului în toamna lui 2005, refuzând să mărească numărul plăcuțelor bilingve din Carintia.

### Religia
| Principalele religii din Austria |           |           |           |          |           |
| anul                             | populația | catolici  | procentaj | luterani | procentaj |
| 1951                             | 6.933.905 | 6.170.084 | 89,0 %    | 429.493  | 6,2%      |
| 1961                             | 7.073.807 | 6.295.075 | 89,0 %    | 438.663  | 6,2%      |
| 1971                             | 7.491.526 | 6.548.316 | 87,4 %    | 447.070  | 6,0%      |
| 1981                             | 7.555.338 | 6.372.645 | 84,3 %    | 423.162  | 5,6%      |
| 1991                             | 7.795.786 | 6.081.454 | 78,0 %    | 338.709  | 5,0%      |
| 2001                             | 8.032.926 | 5.915.421 | 73,6 %    | 376.150  | 4,7%      |
| 2005                             | 8.250.000 | 5.662.782 | 68,5 %    | -        | –         |
| 2008                             | 8.350.000 | 5.579.493 | 66,8 %    | 328.346  | 3,9%      |
| 2009                             | 8.376.761 | 5,533,517 | 66.0 %    | 325,314  | 3.9%      |
| 2010                             | 8,404,252 | 5,452,734 | 64,88%    | 323,863  | 3.8%      |
| 2011                             | 8.430.558 | 5.403.722 | 64,1 %    | 319.752  | 3,8%      |
| 2014                             | 8.573.000 | 5.265.757 | 61,4 %    | 309.173  | 3,6%      |

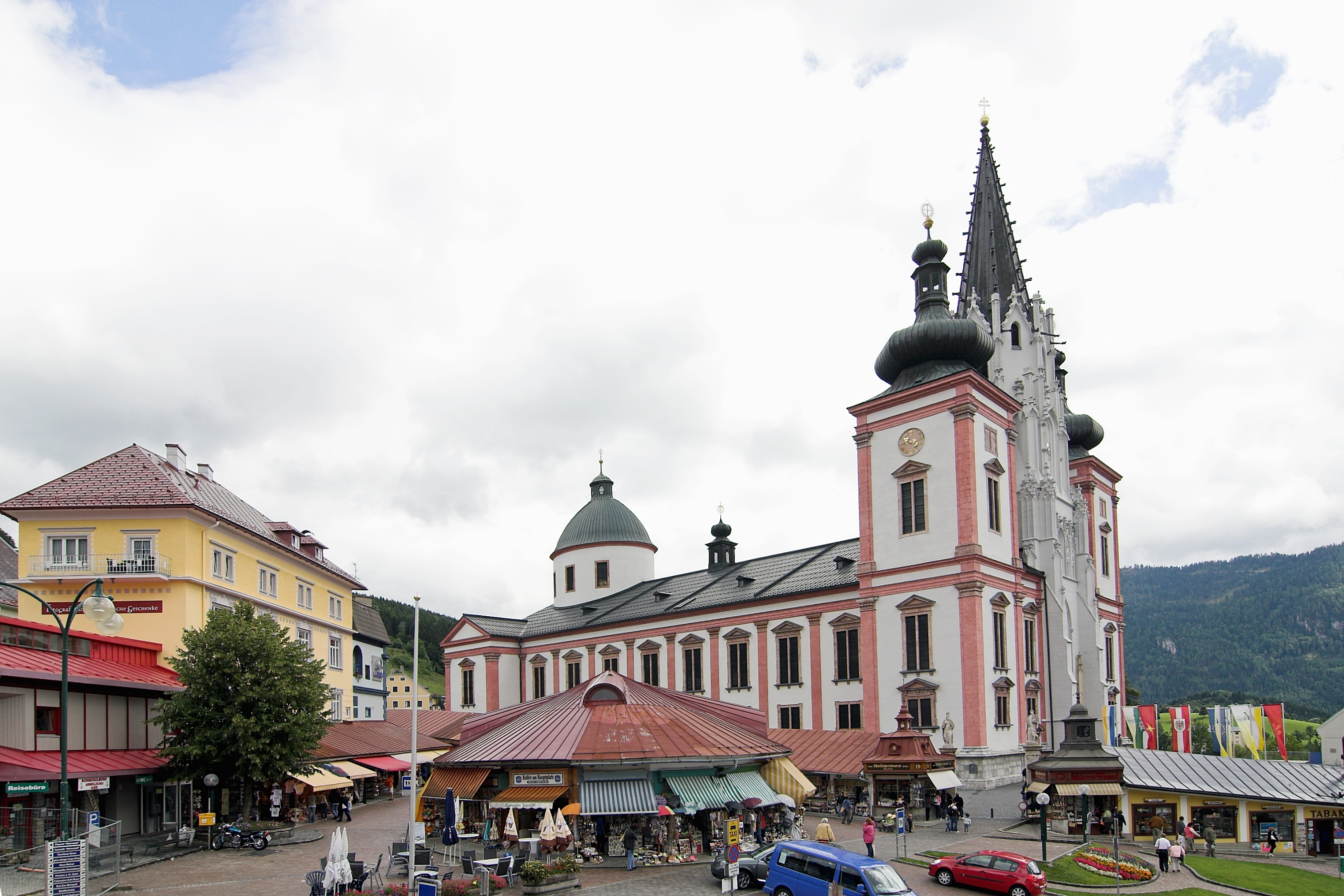
Bazilica Mariazell este cel mai popular lăcaș de cult din Austria

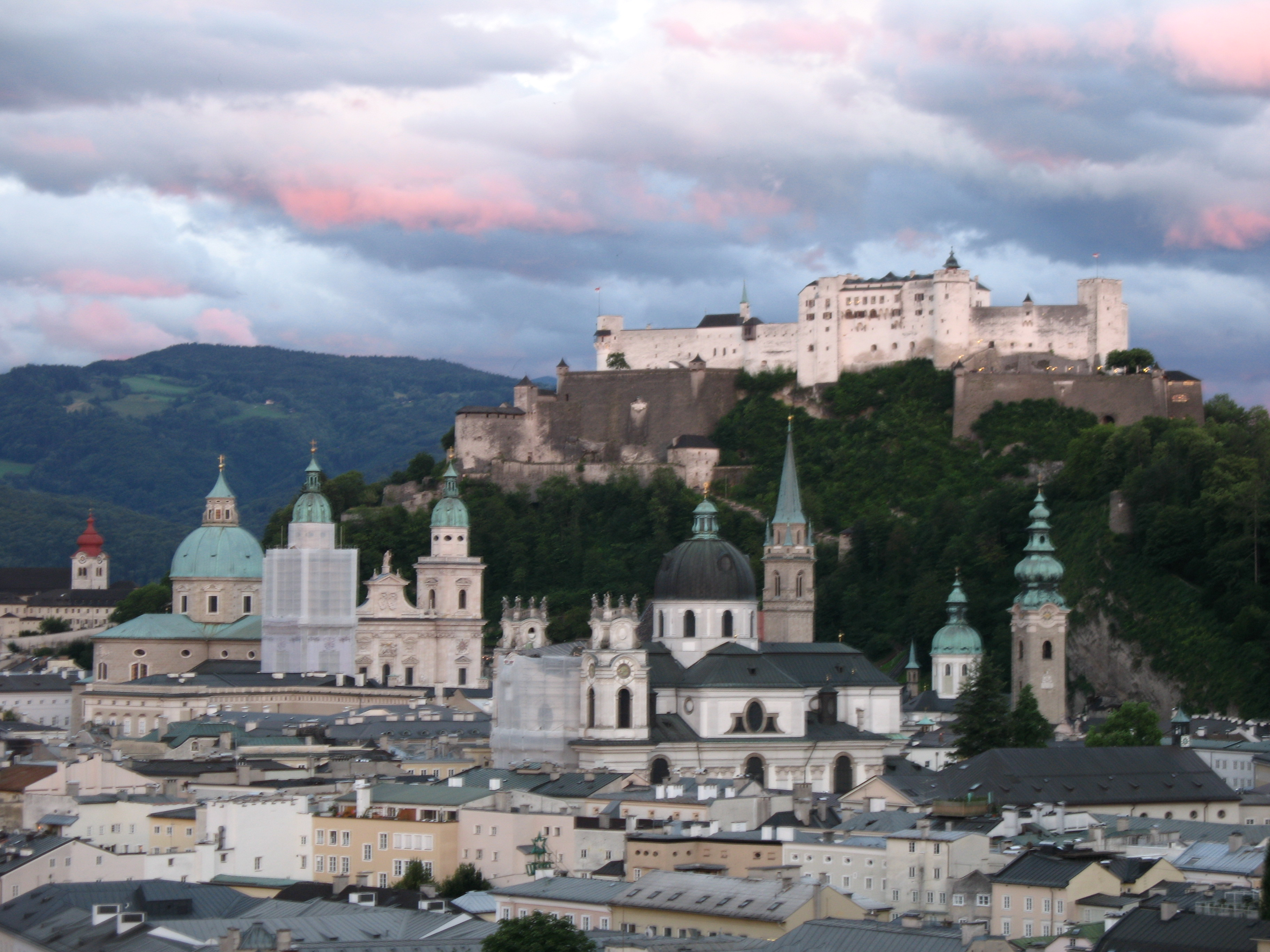
Catedrala din Salzburg

La sfârșitul secolului al XX-lea, circa 74% din populația Austriei era înregistrată ca fiind romano-catolică, în vreme ce circa 5% se considerau protestanți. Creștinii austrieci sunt obligați să plătească o taxă obligatorie (circa 1% din venituri) bisericii; această taxă este numită „Kirchenbeitrag” („contribuție bisericească”).
Din a doua jumătate a secolului al XX-lea, numărul de aderenți la religia creștină a scăzut. Spre sfârșitul lui 2005, biserica romano-catolică avea 5.662.782 de membri, sau 68,5% din totalul populației Austriei, iar la slujba de duminică mergeau regulat 753.701 de persoane, sau 9% din totalul populației țării. Datele de la sfârșitul lui 2008 publicate de Biserica Romano-Catolică din Austria arată o scădere suplimentară la 5.579.493 de membri sau 66,8% din totalul populației, iar prezența la slujba de duminică a scăzut la 698.527 sau 8% din populația totală.
Circa 12% din populație s-a declarat fără religie. în 2001. Din restul populației, circa 340.000 sunt înregistrați ca membri ai diferitelor comunități musulmane, în principal datorită influxului de imigranți din Turcia, Bosnia-Herțegovina și Kosovo. Circa 180.000 de persoane aparțin bisericilor ortodoxe (în special sârbi), circa 21.000 de persoane sunt martori ai lui Iehova și circa 8.100 sunt mozaici.
Comunitatea evreiască din 1938—doar în Viena erau peste 200.000 de evrei—s-a redus la circa 4.500 în timpul celui de al Doilea Război Mondial, circa 65.000 de evrei austrieci fiind uciși în Holocaust iar 130.000 emigrând. Marea majoritate a populației evreiești actuale este formată din imigranți de după război, în special din Europa de Est și din Asia centrală (inclusiv evreii din Buhara). Budismul a fost recunoscut oficial ca religie în Austria în 1983.
Conform eurobarometrului din 2005,
- 54% dintre austrieci au răspuns că „cred că există un Dumnezeu”.
- 34% au răspuns că „cred că există un fel de spirit sau forță vitală”.
- 8% au răspuns că „nu cred că există vreun spirit, Dumnezeu, sau forță vitală”.

Deși nordul și centrul Germaniei a fost locul de origine al Reformei Protestante, Austria și Bavaria au fost inima contra-reformei din secolele al XVI-lea și al XVII-lea, când monarhia absolutistă a casei de Habsburg a impus un regim strict de restaurare a puterii și influenței catolicismului în rândurile austriecilor. Habsburgii s-au considerat multă vreme avangarda catolicismului și toate celelalte confesiuni au fost reprimate.
În 1781, în era iluminismului austriac, Împăratul Iosif al II-lea a emis un edict de toleranță pentru Austria, prin care a acordat și celorlalte confesiuni o libertate limitată de practică. Libertatea religioasă a fost declarată drept constituțional în Cisleithania după Ausgleichul austro-ungar din 1867, întrucât țara era pe atunci un stat multinațional și multiconfesional, în afara romano-catolicilor germani, sloveni, croați, cehi, slovaci și polonezi trăind pe acolo și alte grupuri, cum ar fi creștini ortodocși greci, sârbi, români, ruși, ucraineni și bulgari (Austria s-a învecinat timp de multe secole cu Imperiul Otoman), calvini, luterani protestanți și evrei. În 1912, după anexarea Bosniei și Herțegovinei în 1908, Islamul a fost recunoscut oficial ca religie în Austria.
Austria a rămas însă puternic influențată de catolicism. După 1918, liderii catolici ai Primei Republici, între care s-au numărat Theodor Innitzer și Ignaz Seipel, au ocupat poziții de frunte în cadrul guvernului austriac și și-au crescut influența în anii austrofascismului; catolicismul a fost tratat ca religie de stat de către Engelbert Dollfuss și Kurt Schuschnigg. Deși liderii catolici și protestanți s-au bucurat la început de ocupația germană din 1938 în timpul Anschlussului, catolicismul austriac nu a mai susținut ulterior nazismul și unele figuri publice s-au implicat în mișcarea de rezistență antinazistă. După sfârșitul celui de al Doilea Război Mondial în 1945, în Austria s-a impus un secularism guvernamental mai strict, influența religioasă asupra vieții politice scăzând.

## Cultură

### Muzica

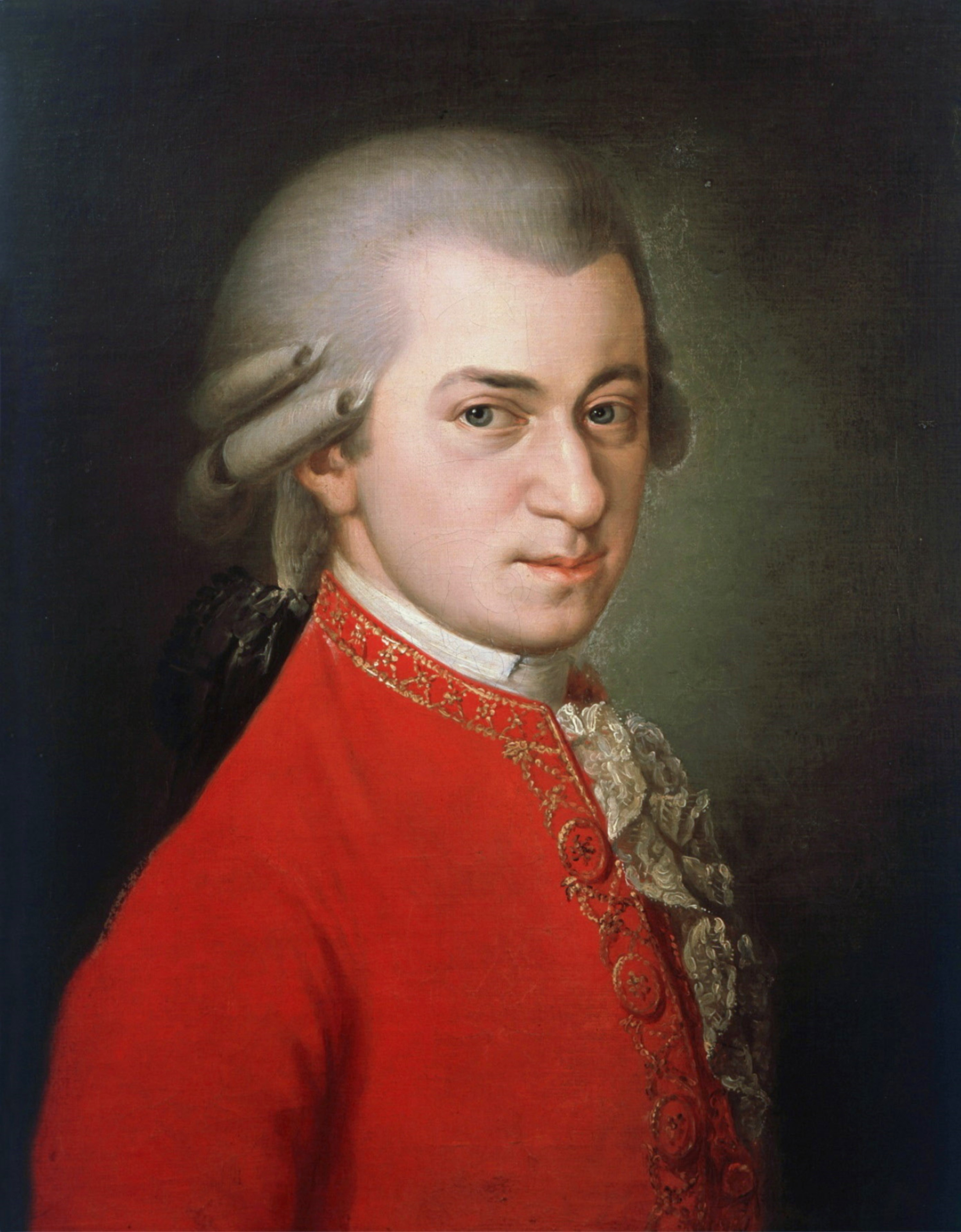
Wolfgang Amadeus Mozart (1756–1791)

Trecutul Austriei de putere europeană și mediul său cultural au generat o mare contribuție la diverse forme de artă, în principal muzică. Austria este locul unde s-au născut celebri compozitori ca Joseph Haydn, Michael Haydn, Franz Liszt, Franz Schubert, Anton Bruckner, Johann Strauss (tatăl) și Johann Strauss (fiul) precum și membrii celei de a doua școli vieneze, între care s-au numărat Arnold Schoenberg, Anton Webern și Alban Berg. Wolfgang Amadeus Mozart s-a născut la Salzburg, pe atunci principat ecleziastic independent aparținând Sfântului Imperiu Roman, deși legat strâns de Austria, iar mare parte din cariera lui Mozart s-a desfășurat la Viena.

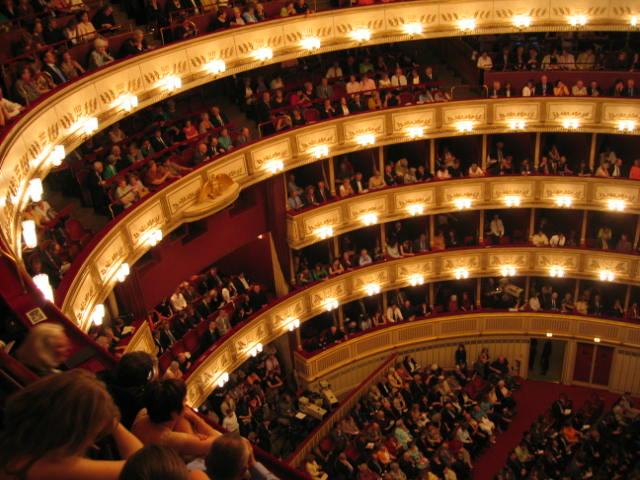
Opera de stat din Viena

Viena a fost multă vreme un important centru de inovație muzicală. Compozitorii secolelor al XVIII-lea și al XIX-lea au fost atrași de orat datorită patronajului Habsburgilor, și au transformat Viena în capitala europeană a muzicii clasice. În perioada barocă, muzica populară slavă și maghiară a influențat muzica austriacă.
Statutul Vienei de centru cultural a început să apară la începutul secolului al XVI-lea, și s-a concentrat la început pe instrumente precum lăuta. Ludwig van Beethoven și-a petrecut mare parte din viață la Viena. Imnul național al Austriei, atribuit lui Mozart, a fost ales după al Doilea Război Mondial și a înlocuit imnul austriac tradițional compus de Joseph Haydn.
Austria a produs și un important muzician de jazz, Josef Zawinul, pionier al influențelor muzicii electronice în jazz și compozitor. Muzicianul pop și rock Falco a devenit celebru în anii 1980, mai ales cu cântecul „Rock Me Amadeus” dedicat lui Mozart. Percuționistul Thomas Lang s-a născut la Viena în 1967 și a devenit celebru în lume datorită abilităților sale tehnice, cântând cu artiști ca Geri Halliwell și Robbie Williams.

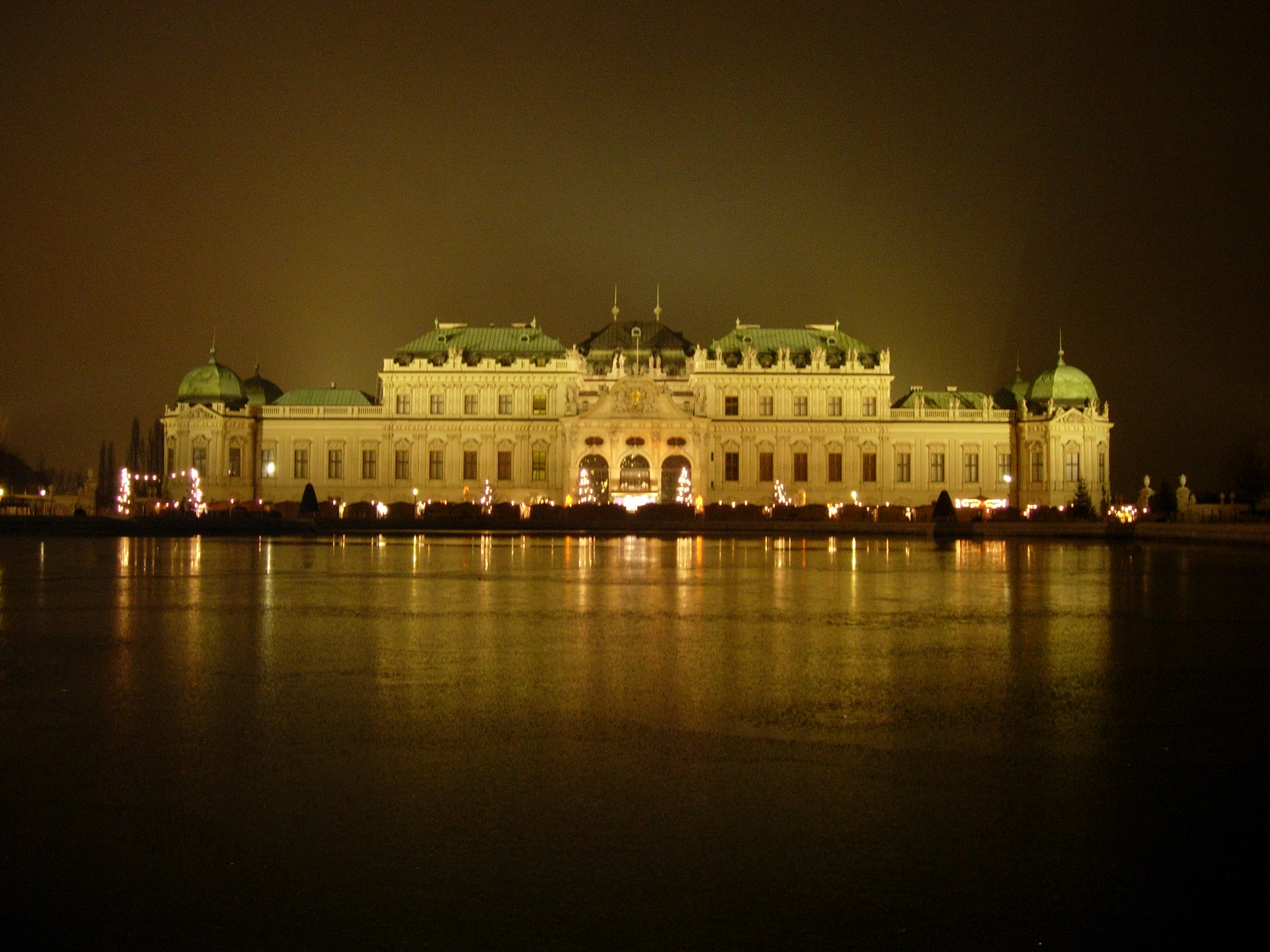
Palatul Belvedere, exemplu de arhitectură barocă

### Arta și arhitectura
Printre artiștii și arhitecții austrieci, sunt cunoscuți pictorii Ferdinand Georg Waldmüller, Rudolf von Alt, Hans Makart, Gustav Klimt, Oskar Kokoschka, Egon Schiele, Carl Moll și Friedensreich Hundertwasser, fotografii Inge Morath și Ernst Haas și arhitecți ca Johann Bernhard Fischer von Erlach, Otto Wagner, Adolf Loos și Hans Hollein.

### Teatru și film
Contribuțiile austriecilor în lumea cinematografiei și teatrului se înscriu într-o veche tradiție. Sascha Kolowrat a fost un pionier austriac al filmului. Billy Wilder, Fritz Lang, Josef von Sternberg și Fred Zinnemann sunt originari din Austria, devenind filmografi cunoscuți. Willi Forst, Ernst Marischka sau Franz Antel au îmbogățit cinematografia populară în țările de limbă germană. Michael Haneke a devenit cunoscut pentru studiile sale cinematografice neobișnuite, primind Globul de Aur pentru mult-lăudatul său film Panglica albă din 2010.
Primul regizor austriac de film laureat al Premiului Academiei Americane de Film a fost Stefan Ruzowitzky. Mulți actori austrieci au avut cariere de impact internațional. Printre aceștia, s-au numărat Peter Lorre, Helmut Berger, Curd Jürgens, Senta Berger, Oskar Werner și Klaus Maria Brandauer. Hedy Lamarr și Arnold Schwarzenegger au devenit cetățeni americani și vedete de cinema. Christoph Waltz a devenit celebru după rolul din filmul Inglourious Basterds, obținând premiul pentru cel mai bun actor la Festivalul de la Cannes din 2009, și Oscarul pentru cel mai bun actor în rol secundar în 2010. Max Reinhardt a fost un maestru al producțiilor spectaculoase de teatru. Otto Schenk a excelat nu doar ca actor de teatru, dar și ca regizor de operă.

### Știință și filosofie

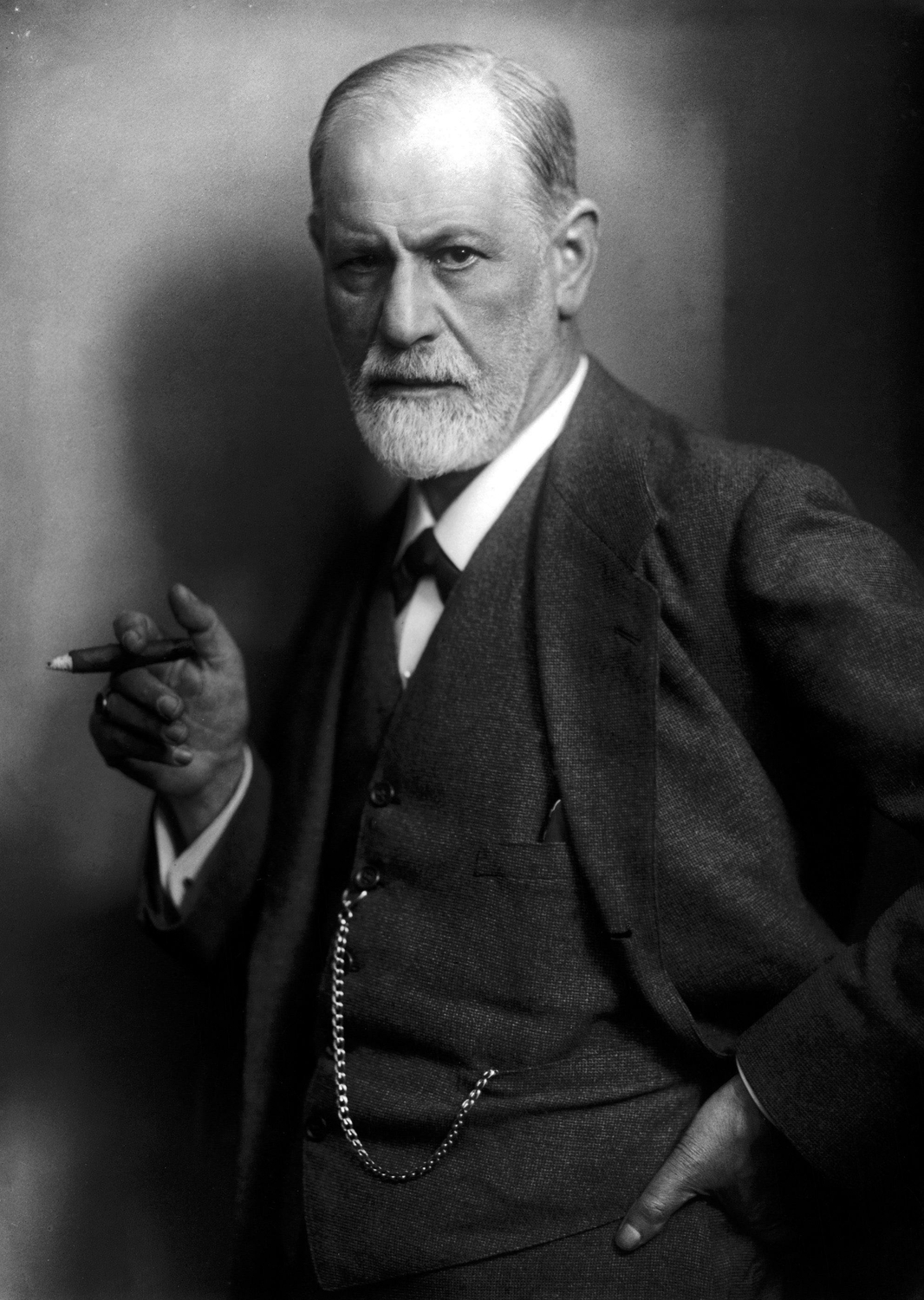
Sigmund Freud, fondatorul psihanalizei

Austria a fost locul de baștină al multor oameni de știință cu reputație internațională. Între aceștia se numără Ludwig Boltzmann, Ernst Mach, Victor Franz Hess și Christian Doppler, mari oameni de știință ai secolului al XIX-lea. În secolul al XX-lea, contribuțiile aduse de Lise Meitner, Erwin Schrödinger și Wolfgang Pauli în fizica nucleară și mecanica cuantică au fost esențiale în dezvoltarea acestor ramuri în deceniile 1920 și 1930. Un celebru fizician contemporan este Anton Zeilinger, primul om de știință care a demonstrat teleportarea cuantică.
În Austria s-au născut și doi mari filosofi ai secolului al XX-lea, Ludwig Wittgenstein și Karl Popper. Austrieci erau și biologii Gregor Mendel și Konrad Lorenz, matematicianul Kurt Gödel și inginerii Ferdinand Porsche și Siegfried Marcus.
Medicina și psihologia au fost întotdeauna ramuri importante în știința austriacă, începând încă din Evul Mediu cu Paracelsus. Medici eminenți ca Theodore Billroth, Clemens von Pirquet și Anton von Eiselsberg au construit pe realizările școlii vieneze de medicină din secolul al XIX-lea. Din Austria provin psihologii Sigmund Freud, Alfred Adler, Paul Watzlawick și Hans Asperger, precum și psihiatrul Viktor Frankl.
Școala austriacă de economie, cunoscută ca fiind una dintre principalele direcții competitive ale teoriei economice, se leagă de economiștii austrieci Joseph Schumpeter, Eugen von Böhm-Bawerk, Ludwig von Mises și Friedrich Hayek. În diaspora austriacă, sunt cunoscuți gânditorul Peter Drucker din domeniul managementului, sociologul Paul Felix Lazarsfeld și omul de știință Sir Gustav Nossal.

### Literatura
Pe lângă statutul său de țară a artiștilor și oamenilor de știință, Austria a avut și mari poeți, scriitori și romancieri. Aici au trăit romancierii Arthur Schnitzler, Stefan Zweig, Thomas Bernhard, Franz Kafka și Robert Musil, poeții Georg Trakl, Franz Werfel, Franz Grillparzer, Rainer Maria Rilke, Adalbert Stifter, Karl Kraus și scriitoarea pentru copii Eva Ibbotson.
Între celebrii dramaturgi și romancieri austrieci contemporani se numără laureații Premiului Nobel pentru literatură Elfriede Jelinek și Peter Handke.

### Particularități culinare

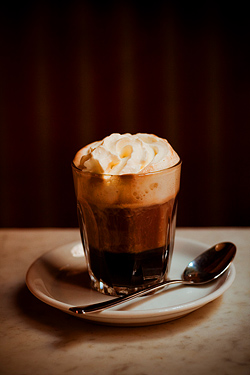
Cafea Einspaenner, specialitate vieneză

Bucătăria Austriei derivă din cea a Imperiului Austro-Ungar și este cunoscută pentru specialitățile sale echilibrate de carne de vită și porc și pentru gama variată de mâncăruri cu legume. Brutăria "Mehlspeisen" a creat delicatese cum ar fi Sachertorte, „Krapfen”, gogoși umplute cu gem sau cremă, și plăcintele „Strudel” umplute cu măr (Apfelstrudel), cu brânză (Topfenstrudel) și cu cremă de lapte (Millirahmstrudel).
Pe lângă tradițiile culinare regionale, bucătăria austriacă a fost influențată și de cele maghiară, cehă boemă, evreiască, italiană, balcanică și franceză, din care s-au împrumutat atât feluri de mâncare, cât și metode de preparare a alimentelor. Bucătăria austriacă este deci una dintre cele mai multiculturale și transculturale din Europa.

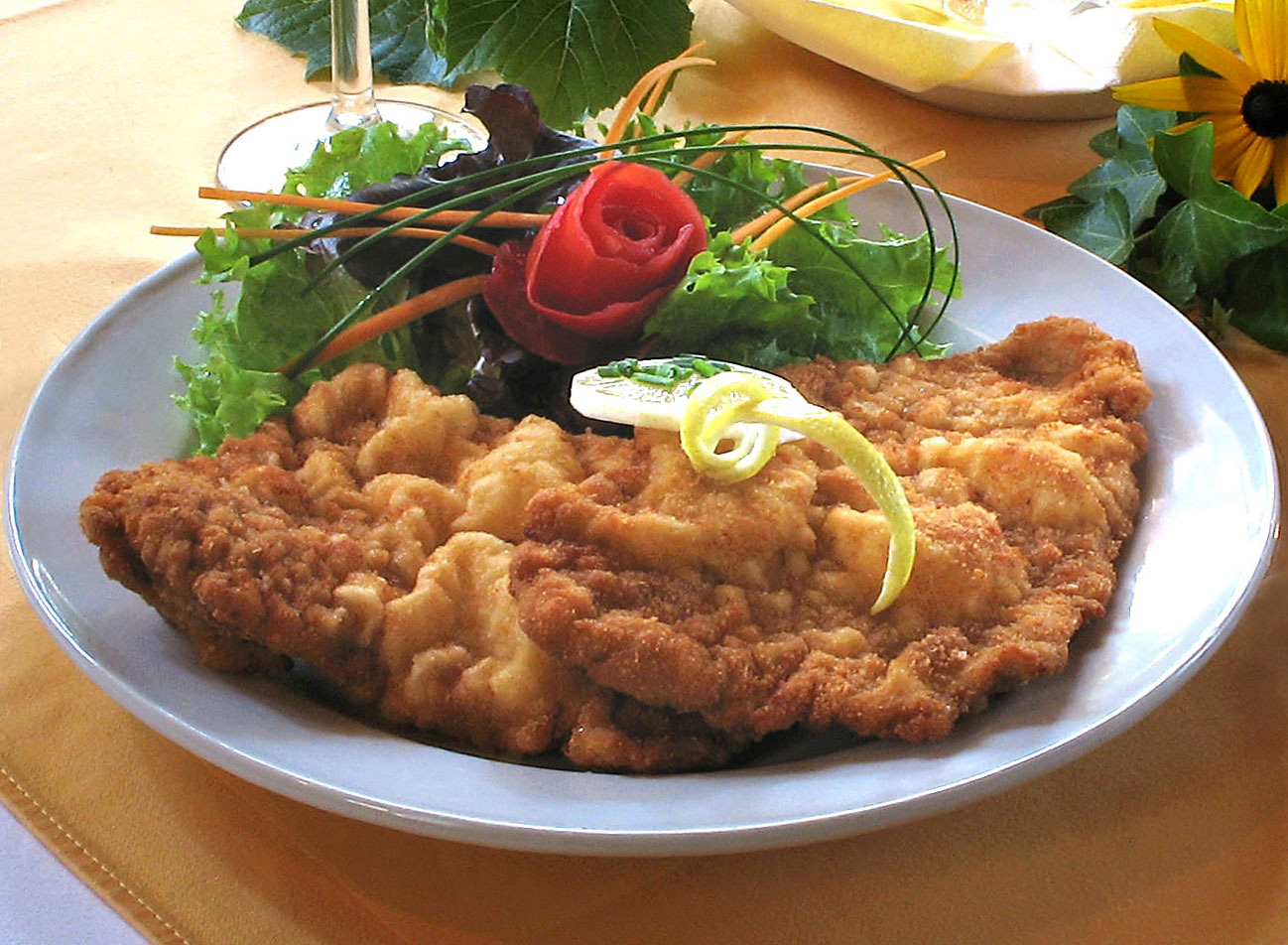
Șnițel vienez

Printre felurile de mâncare tradiționale austriece se numără șnițelul vienez, Schweinsbraten, Kaiserschmarren, Knödel, Sachertorte și Tafelspitz. Există și Kärntner Kasnudeln, bucăți de aluat umplute cu brânză Topfen, cartofi, ierburi și mentă, fierte și servite cu sos de unt. Kasnudeln se servesc de obicei cu salată. Bomboanele Pez au fost inventate în Austria.
Berea se vinde la 0,2 litri (Pfiff), 0,3 litri (a Seidel, kleines Bier sau Glas Bier) și 0,5 litri (a Krügerl, großes Bier, sau Halbe). La festivaluri, se distribuie și măsuri de un litru Maß și doi litri Doppelmaß în stil bavarez. Cele mai populare tipuri de bere consumate sunt lager (denumit Märzen în Austria), Zwicklbier tulbure și berea de grâu. La unele de sărbători, cum ar fi Paștele și Crăciunul, se vinde și bockbier (bere neagră).
Cele mai importante zone viticole sunt în Austria Inferioară, Burgenland, Stiria și Viena. Strugurii Grüner Veltliner produc unele dintre cele mai cunoscute vinuri albe din Austria, iar Zweigelt este cea mai frecvent cultivată varietate de viță de vie cu struguri roșii.
În Austria Superioară, Austria Inferioară, Stiria și Carintia, se produce Most, un fel de cidru de mere sau de pere.
Se bea Schnapps, cu conținut de până la 60% alcool, precum și rachiuri de fructe, obținute de regulă din fructe diverse, cum ar fi caisele sau sorbul. Produsele micilor distilerii private de schnapps, în număr de circa 20.000 în Austria, este cunoscut sub numele de Selberbrennter sau Hausbrand. Un schnapps puternic alcoolizat se numește "Umblachter" și are până la 85% alcool.

### Sport

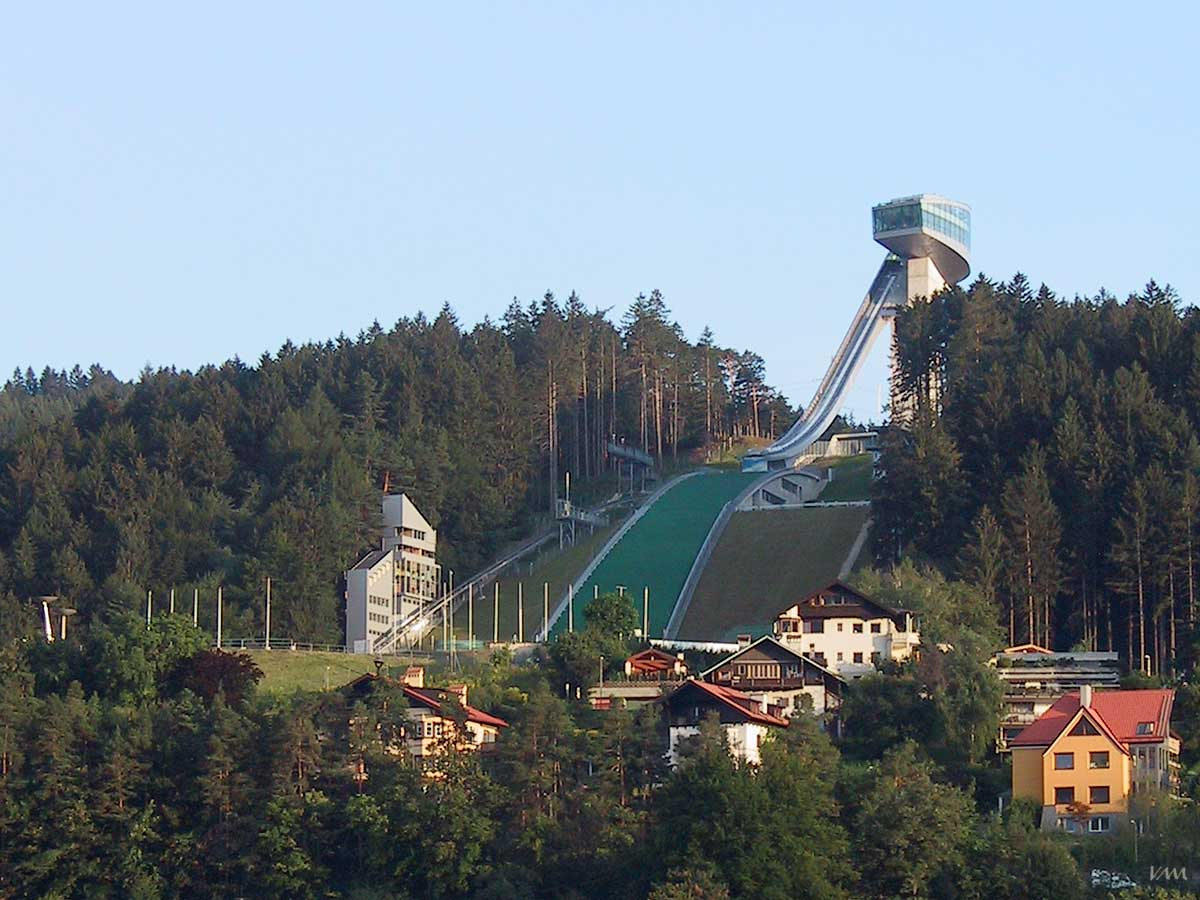
Trambulina de sărituri cu schiurile de la Bergisel, Innsbruck, unul dintre locurile în care se desfășoară anual turneul celor patru trambuline.

Datorită reliefului muntos, schiul alpin este un sport de prim rang în Austria. Alte sporturi similare, cum ar fi snowboardingul sau săriturile cu schiurile sunt foarte populare, iar sportivii austrieci ca Annemarie Moser-Pröll, Hermann Maier, Toni Sailer, Benjamin Raich și Marlies Schild sunt considerați a fi unii dintre cei mai buni schiori din toate timpurile.
Fotbalul este principalul sport de echipă în Austria, fiind reglementat de Asociația Austriacă de Fotbal. Naționala Austriei a fost printre cele mai de succes echipe naționale de pe continentul european, obținând locul 4 la Campionatul Mondial de Fotbal 1934, locul 3 în 1954 și 7 în 1978. Mai recent, fotbalul austriac a avut însă mai puțin succes. Austria a găzduit Campionatul European de Fotbal 2008 împreună cu Elveția. Liga națională de fotbal a Austriei este Bundesliga austriacă, unde joacă echipe ca SK Rapid Viena, FK Austria Viena, Red Bull Salzburg și Sturm Graz.
Pe lângă, Austria are ligi profesioniste naționale la majoritatea sporturilor de echipă, cum ar fi hochei pe gheață și baschet. Alte întreceri sportive populare sunt bobul, sania și skeleton, un tobogan în acest scop fiind amplasat la Igls, unde s-au desfășurat competițiile de bob și sanie pentru Jocurile Olimpice de Iarnă 1964 și pentru Jocurile Olimpice de Iarnă 1976 ținute la Innsbruck. Prima olimpiadă de iarnă pentru tineret a avut loc în 2012 tot la Innsbruck.

### Patrimoniul mondial
Pe lista patrimoniului mondial UNESCO sunt incluse următoarele obiective din Austria:
- Centrul istoric al orașului Salzburg (1996)
- Palatul și Grădinile Schönbrunn din Viena (1996)
- Peisajul cultural Hallstatt-Dachstein din provincia Salzkammergut (1997)
- Linia ferată din Semmering (1998)
- Centrul vechi istoric din Graz (1999)
- Peisajul cultural din Wachau (2000)
- Centrul vechi istoric din Viena (2001)
- Peisajul cultural-natural din zona lacului Neusiedlersee (2001)
- Siturile palafitice preistorice din jurul Alpilor de pe teritoriul Austriei (2011)
- Pădurile primare și bătrâne de fag din Carpați și din alte regiuni ale Europei, sit transnațional ce cuprinde (din 2017) și cinci zone protejate din Parcul Național Alpii Calcaroși și Dürrenstein.

Patrimoniul mondial intangibil cuprinde și el carnavalul Schemenlaufen din Imst, și, element comun cu mai multe țări, vânătoarea cu șoimi.